# Latijns-Amerika

Kaart van Latijns-Amerikaanse landen die Portugees/Spaans/Frans spreken (groen)

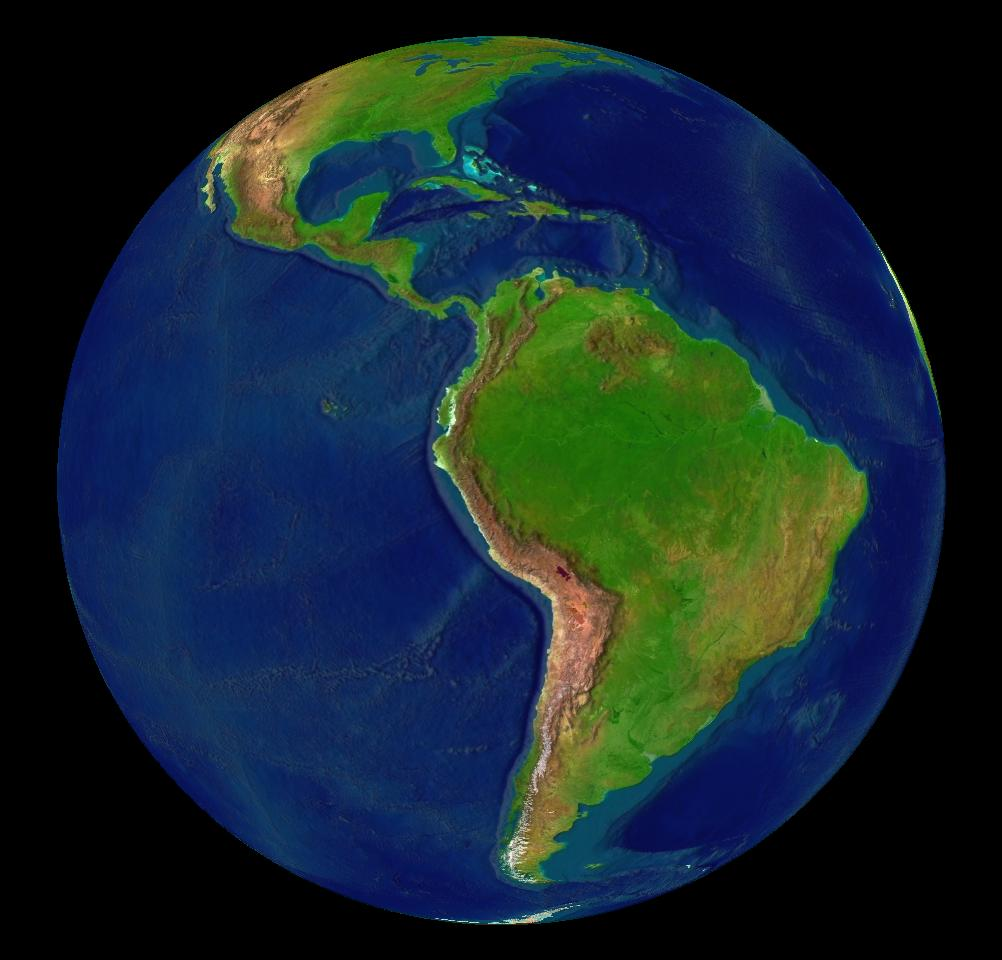
Latijns-Amerika, geografisch

Latijns-Amerika is een regio op het Amerikaanse continent waar overwegend Romaanse talen worden gesproken. Het omvat ruwweg Midden- en Zuid-Amerika. Latijns-Amerika wordt normaliter onderscheiden van Anglo-Amerika, een regio op het Amerikaanse continent waar Engels wordt gesproken.

## Etymologie
De term Latijns-Amerika werd voor het eerst gebruikt door Napoleon III, keizer van Frankrijk van 1852 tot 1870. Napoleon wilde in Mexico een marionettenkeizerrijk vestigen, en daarna de Franse invloed verder uitbreiden. Om dit te rechtvaardigen wees Napoleon op de 'Latijnse' cultuur van zowel Latijns-Amerika als Frankrijk. Hoewel de Mexicaanse republikeinen Napoleons soldaten wisten te verdrijven en hij zijn verdere plannen op moest geven, is de term Latijns-Amerika blijven hangen.

## Definitie
Als Latijns-Amerika taalkundig wordt gedefinieerd wordt doorgaans het deel van Amerika bedoeld dat een Romaanse taal (Spaans, Portugees en Frans) als voertaal heeft. Overigens worden naast deze Romaanse talen ook vaak Indiaanse talen gesproken. Latijns-Amerika omvat in ieder geval de volgende landen en gebieden:
| - Argentinië - Bolivia - Brazilië - Chili - Colombia - Costa Rica - Cuba - Dominicaanse Republiek - Ecuador | - El Salvador - Guadeloupe - Frans-Guyana - Guatemala - Haïti - Honduras - Martinique - Mexico - Nicaragua | - Panama - Paraguay - Peru - Puerto Rico - Saint-Barthélemy - Saint-Martin - Uruguay - Venezuela |

Vaak worden hier nog Belize, dat weliswaar een Engelse kolonie was maar een grote Spaanstalige bevolking heeft, en de Franse territoria in het Caribisch Gebied tot Latijns-Amerika gerekend. De overige landen en territoria in het Caribisch gebied worden ook weleens, vooral in de Verenigde Staten, tot Latijns-Amerika gerekend, vooral om praktische redenen. Veel universiteiten combineren bijvoorbeeld hun instituten voor Latijns-Amerikaanse en Caraïbische studies:
| - Amerikaanse Maagdeneilanden - Anguilla - Antigua en Barbuda - Aruba - Bahama's - Barbados - Belize - Bonaire - Britse Maagdeneilanden | - Kaaimaneilanden - Curaçao - Dominica - Grenada - Guyana - Jamaica - Montserrat - Saba - Saint Kitts en Nevis | - Saint Lucia - Saint Vincent en de Grenadines - Sint Eustatius - Sint Maarten - Suriname - Trinidad en Tobago - Turks- en Caicoseilanden |

De volgende gebieden worden, hoewel ze een "Latijnse" cultuur hebben, slechts zelden tot Latijns-Amerika gerekend.
| - Louisiana - New Mexico | - Quebec - Saint-Pierre en Miquelon |

Voor het gebied in Amerika dat volgens deze definitie buiten Latijns-Amerika valt, wordt ook weleens Anglo-Amerika gebruikt, al slaat dat vaak alleen op Canada en de Verenigde Staten, of (zelden) Germaans-Amerika. Ook Noord-Amerika wordt weleens (onterecht) gebruikt als naamgeving voor het niet Latijns-Amerikaanse gedeelte van de Amerika's.
In de praktijk wordt Latijns-Amerika vaak eenvoudiger gedefinieerd, namelijk als alles ten zuiden van de Rio Grande (Río Bravo), de grensrivier tussen Mexico en de Verenigde Staten, dus ook de gebieden (Belize, Suriname) waar geen Romaanse taal wordt gesproken. Volgens deze definitie wordt het Caribisch gebied soms wel en soms niet tot Latijns-Amerika gerekend.

### Ibero-Amerika en Spaans-Amerika
De term Ibero-Amerika wordt gebruikt om de landen in Amerika aan te duiden waar Spaans en Portugees wordt gesproken. Deze naam wordt vooral gebruikt in Ibero-Amerika zelf. De term Spaans-Amerika of Hispano-Amerika wordt gebruikt voor alle landen in Amerika waar Spaans wordt gebruikt. Ook deze naam wordt vooral gebruikt in het gebied zelf.

## Geschiedenis
Latijns-Amerika is al zeker sinds 12.000 v.Chr. bewoond, en mogelijk langer. Rond 6000 v.Chr. ontstond in Mexico en Peru voor het eerst landbouw. In de millennia daarna ontstonden er vele hoogontwikkelde culturen, waaronder de Olmeken, de Chavin-cultuur, de Zapoteken, de Maya's, de Nazca-cultuur, de Tolteken, de Chimu-cultuur, de Chibcha-cultuur, de Azteken en de Inca's. Twee jaar na Christoffel Columbus' ontdekking van Amerika (1492) werd de wereld in het Verdrag van Tordesillas in een Portugees en Spaans deel verdeeld. Later bleek dat de grens dwars over het Amerikaanse continent liep, waardoor Brazilië Portugees werd. In de honderd jaar na 1492 werd Latijns-Amerika grotendeels veroverd door de Spaanse conquistadores en kwam een groot deel van de oorspronkelijke bewoners door besmettelijke ziekten meegenomen door de immigranten uit Europa om het leven.
Nadat de Verenigde Staten zich in 1776 onafhankelijk verklaarden, werd ook in Latijns-Amerika de roep om onafhankelijkheid sterker. De bezetting van Spanje door de troepen van Napoleon Bonaparte in 1808 zou de katalysator worden voor de onafhankelijkheidsbeweging; in vijftien jaar tijd wisten leiders als Simón Bolívar, José de San Martin, Bernardo O'Higgins en José María Morelos de Spaanse overheersers van zich af te schudden. Ook Brazilië werd in deze tijd onafhankelijk van Portugal. De decennia die volgden werden gekenmerkt door grote politieke instabiliteit: vrijwel overal braken burgeroorlogen uit en de verenigde republieken vielen uiteen in een lappendeken van staten. Bij grensconflicten pakten de landen voortdurend grond van elkaar af, en vele landen werden verscheurd door de strijd tussen liberalen en conservatieven. Pas in de laatste decennia van de 19e eeuw stabiliseerde Latijns-Amerika; in vele landen kwamen oligarchische regimes aan de macht, die onder het motto van Orden y Progreso ('orde en vooruitgang') economische voorspoed maar ook brute onderdrukking brachten.
Rond de jaren 30 werden de oligarchische regimes in de meeste landen afgelost door populistische regeringen, waarvan die van de Argentijn Juan Perón wellicht het bekendste is; hij liet zich duidelijk door de Italiaanse dictator Benito Mussolini inspireren en pretendeerde een derde weg te kunnen wijzen tussen kapitalisme en socialisme. De populistische leiders probeerde hun land op corporatistische leest te schoeien, poogden samenwerking tussen de verschillende bevolkingsgroepen te bewerkstelligen en cultiveerden een persoonlijkheidscultus. Na de Tweede Wereldoorlog werden de meeste van deze regimes vervangen door regeringen die meer democratisch waren, maar ook instabieler. Door het uitbreken van de Koude Oorlog waren de Verenigde Staten echter bang geworden voor communistische invloeden in Latijns-Amerika, en ze begonnen zich nog meer met hun 'achtertuin' te bemoeien dan voorheen, te beginnen met de omverwerping van de socialist Jacobo Arbenz in Guatemala in 1954. In de meeste landen grepen militairen de macht, vaak met impliciete of expliciete steun van de Verenigde Staten. Nadat Fidel Castro in 1959 in Cuba de macht greep werd de angst voor het communisme nog veel sterker. In verschillende landen kwamen guerrillabewegingen op die het Cubaanse voorbeeld wilden volgen, wat menig land in een bloedige burgeroorlog stortte. In Nicaragua wisten in 1979 de marxistische sandinisten de dictatuur van de Familie Somoza omver te werpen en een socialistische regering te vestigen, wat een elf jaar durende bloedige burgeroorlog in gang zette tussen de sandinisten en de door de Verenigde Staten gesteunde contra's.
In de jaren 80 raakten de meeste landen in een diepe economische crisis. Landen konden hun schulden niet meer afbetalen, en de inflatie liep in de honderden of soms wel duizenden procenten. De militaire regimes konden zich niet langer handhaven en stortten in, waarmee in het grootste deel van Latijns-Amerika de weg vrij kwam voor wat democratischer regimes. In Argentinië speelde de nederlaag in de Falklandoorlog een beslissende rol bij de val van de militaire junta.

### Recente ontwikkelingen
Tegen het eind van de 20e eeuw en het begin van de 21e eeuw raakten veel Latijns-Amerikanen gedesillusioneerd met het neoliberale economische systeem, en werden er in veel landen linkse kandidaten tot president gekozen. Hiervan was de Venezuela het bekendste en mede dankzij veel oliedollars ook wel succesvolste voorbeeld, waar president Hugo Chávez zich profileerde als een nieuwe Simon Bolivar en grote Latijns-Amerikaanse leider, die opstond tegen het 'Yankee-imperialisme' en nauwe banden onderhield met de vroegere Cubaanse leider Fidel Castro. Er is wel waardering voor sociale projecten die onder zijn bewind van de grond zijn gekomen, maar er is ook veel kritiek, in binnen- en buitenland, op de afbraak van democratische rechten en van de onafhankelijkheid van de media. President Lula van Brazilië en Evo Morales van Bolivia zijn andere voorbeelden van linksgeoriënteerde leiders. Ook in onder andere Chili en Uruguay hebben gematigd progressief-georiënteerden verkiezingssuccessen geboekt.

## Bevolking
De bevolking van Latijns-Amerika is een mix van vele verschillende bevolkingsgroepen. De inheemse inwoners worden wel Indianen genoemd, en vormen in landen als Guatemala en Bolivia nog een meerderheid van de bevolking. In Cuba en de Dominicaanse Republiek daarentegen zijn nog nauwelijks personen die zich (puur) indiaans kunnen noemen. Na de verovering werd Latijns-Amerika gekoloniseerd door Spanjaarden en Portugezen, van wie de afstammelingen bekendstaan als criollos. Vanaf de 16e eeuw werden er bovendien zwarte slaven uit Afrika overgebracht, die ook hun bijdrage hebben geleverd aan de bevolkingsopbouw. Verreweg het grootste deel van de Latijns-Amerikaanse bevolking is echter mesties, dat wil zeggen indiaans en Europees, of een andere mengvorm. Vanaf de 19e eeuw zijn nieuwe groepen emigranten naar Latijns-Amerika gekomen; Aziaten hebben zich gevestigd in de landen aan de Pacifische kust, Italianen zijn gemigreerd naar Zuidelijk Zuid-Amerika, personen uit het Midden-Oosten over het hele continent en Duitsers naar de binnenlanden.
90% van de Latijns-Amerikanen is rooms-katholiek, en het Latijns-Amerikaanse katholicisme kent op sommige punten duidelijk indiaanse invloeden. Een paar procent van de bevolking is protestants, maar dit aantal neemt snel toe, voornamelijk in Centraal-Amerika. Verder belijden indianen over het hele gebied nog hun oorspronkelijke natuurgodsdiensten, terwijl Afrikaanse slaven ook traditionele Afrikaanse religies hebben meegebracht.
Spaans wordt door 300 miljoen Latijns-Amerikanen gesproken en is daarmee de grootste taal in Latijns-Amerika. De 200 miljoen inwoners van Brazilië spreken Portugees en in de (voormalige) Franse koloniën wordt door ongeveer 7 miljoen mensen Frans gesproken. Verder spreken een paar miljoen mensen Engels. Indiaanse talen worden nog over heel Latijns-Amerika gesproken, en door een groter deel van de bevolking dan in Noord-Amerika. Veel gesproken indiaanse talen zijn Quechua (13 miljoen), Guaraní (6 miljoen), Aymara (1,6 miljoen) en Nahuatl (1,5 miljoen).

## Economie

### Landbouw

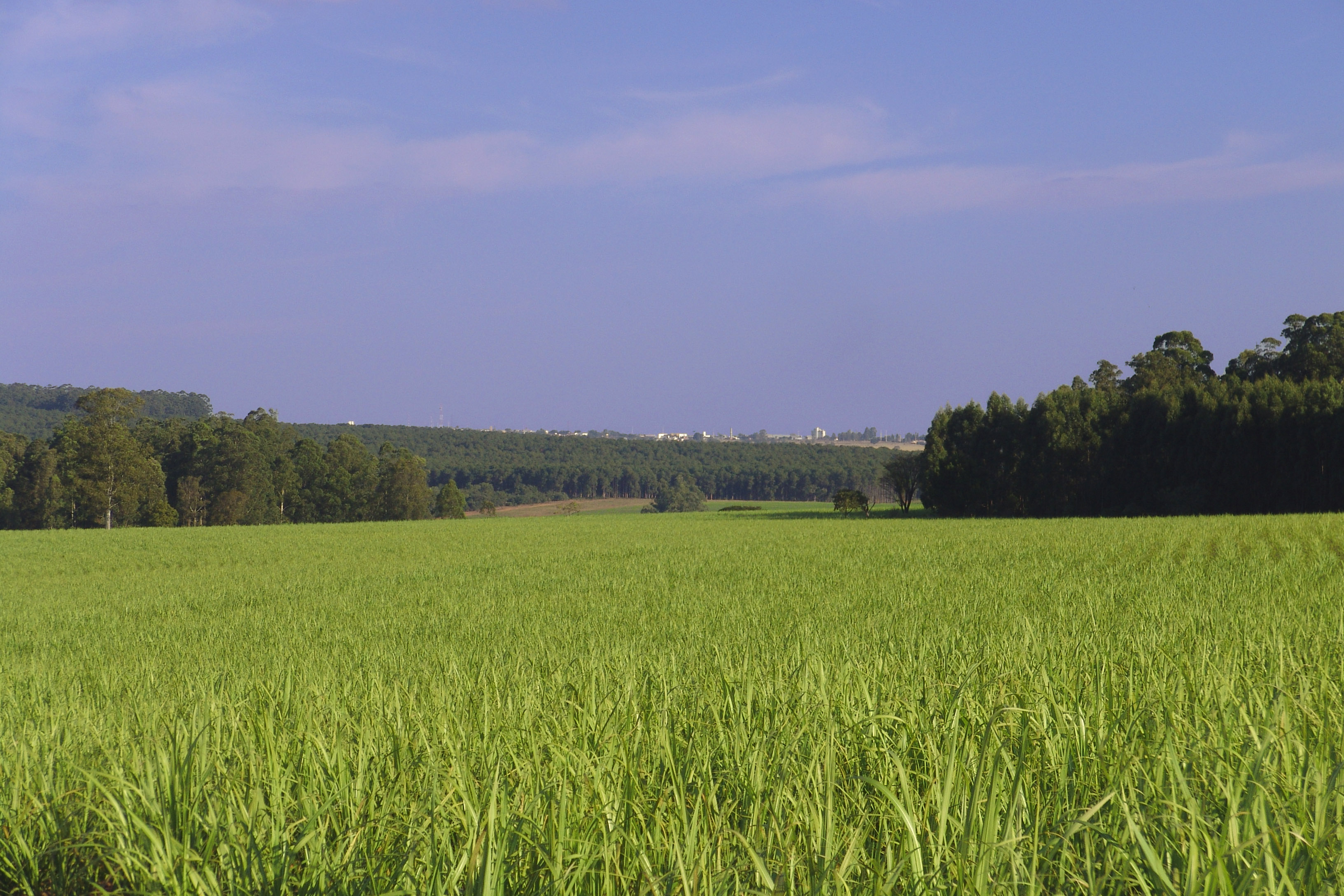
Suikerrietplantage in São Paulo. In 2018 was Brazilië met 746 miljoen ton de grootste producent ter wereld. Latijns-Amerika produceert meer dan de helft van 's werelds suikerriet.

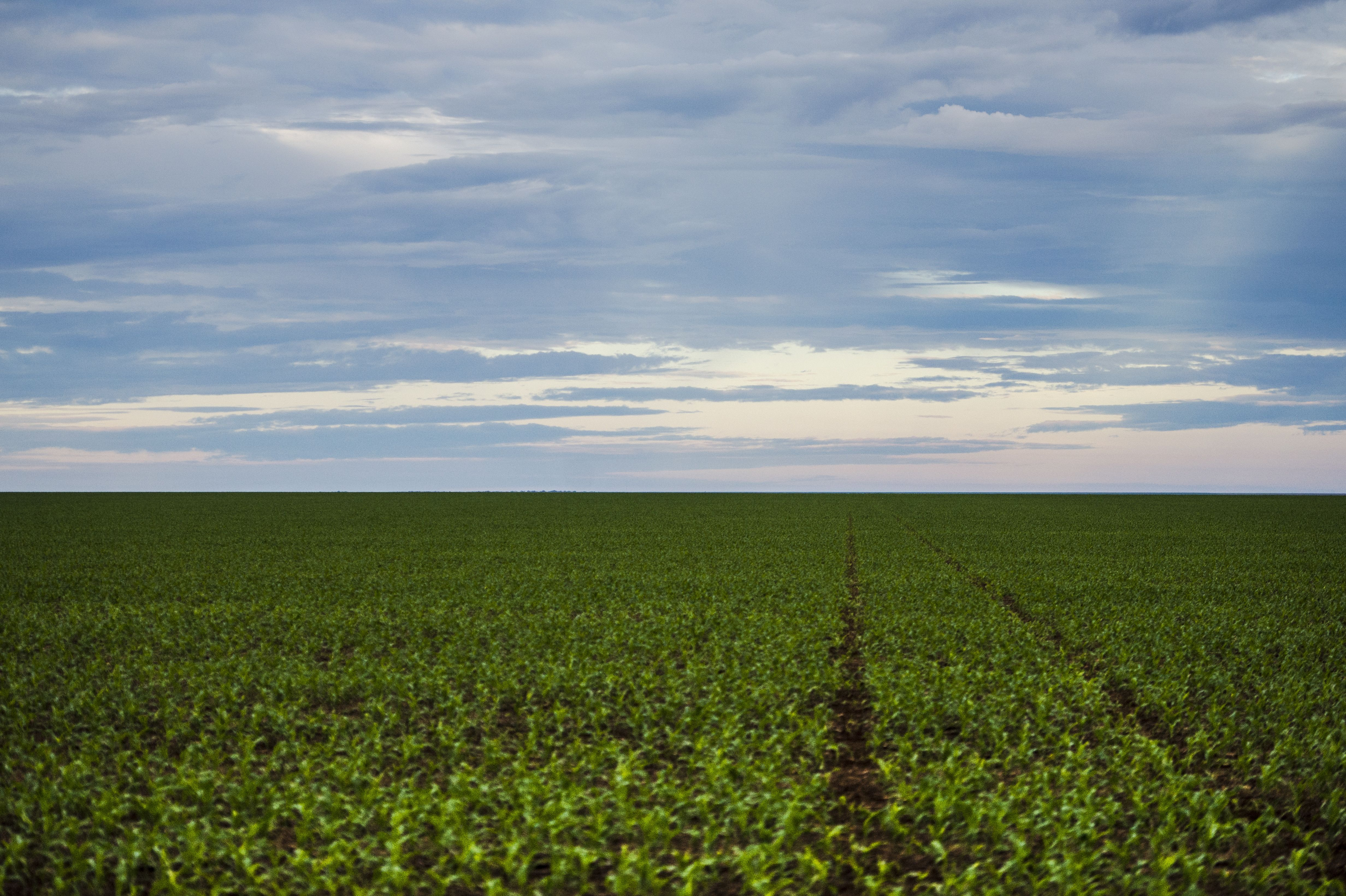
Soja-plantage in Mato Grosso. In 2020 was Brazilië met 130 miljoen ton de grootste producent ter wereld. Latijns-Amerika produceert de helft van alle sojabonen in de wereld.

De vier landen met de grootste landbouw in Zuid-Amerika zijn Brazilië, Argentinië, Chili en Colombia. Momenteel:
- Brazilië is 's werelds grootste producent van suikerriet, sojaboon, koffie, sinaasappel, guaraná, açaí en paranoot; is een van de vijf grootste producenten van maïs, papaja, tabak, ananas, banaan, katoen, boon, kokosnoot, watermeloen en citroen; en is een van de tien grootste producenten ter wereld van cacao, kasjoeboom, avocado, kaki, mango, guave, rijst, sorghum en tomaat;
- Argentinië is een van de vijf grootste producenten ter wereld van sojaboon, maïs, zonnebloem, citroen en peer, een van 's werelds tien grootste producenten van gerst, druif, artisjok, tabak en katoen en een van 's werelds vijftien grootste producenten van tarwe, suikerriet, sorghum en grapefruit;
- Chili is een van 's werelds top vijf producenten van kers en cranberry en een van 's werelds top tien producenten van druif, appel, kiwi en perzik, gericht op de export van hoogwaardig fruit;
- Colombia is een van 's werelds vijf grootste producenten van koffie, avocado en palmolie, en een van 's werelds tien grootste producenten van suikerriet, banaan en ananas;
- Peru is een van de vijf grootste producenten van avocado, bosbes, artisjok en asperge, een van 's werelds tien grootste producenten van koffie, een van de vijftien grootste producenten ter wereld van aardappel en ananas, en heeft ook een aanzienlijke productie van druif, suikerriet, rijst, banaan, maïs en maniok; de landbouw is opmerkelijk gediversifieerd;
- De landbouw in Paraguay is momenteel in ontwikkeling, momenteel de zesde grootste producent van sojaboon ter wereld en komt op de lijst van de 20 grootste producenten van maïs en suikerriet.[1]

In Midden-Amerika vallen het volgende op:
- Guatemala, een van de tien grootste producenten van koffie, suikerriet, suikermeloen en latex en een van de vijftien grootste producenten van banaan en palmolie;
- Honduras, een van de vijf grootste producenten van koffie ter wereld en een van de tien grootste producenten van palmolie;
- Costa Rica, de grootste producent ter wereld van ananas;
- Dominicaanse Republiek, een van 's werelds top vijf producenten van papaja en avocado.

Mexico is 's werelds grootste producent van avocado, een van 's werelds top vijf producenten van chilipeper, citroen, sinaasappel, mango, papaja, aardbei, grapefruit, pompoen en asperge en een van 's werelds tien grootste producenten van suikerriet, maïs, sorghum, boon, tomaat, kokosnoot, ananas, suikermeloen en bosbes.

### Vee

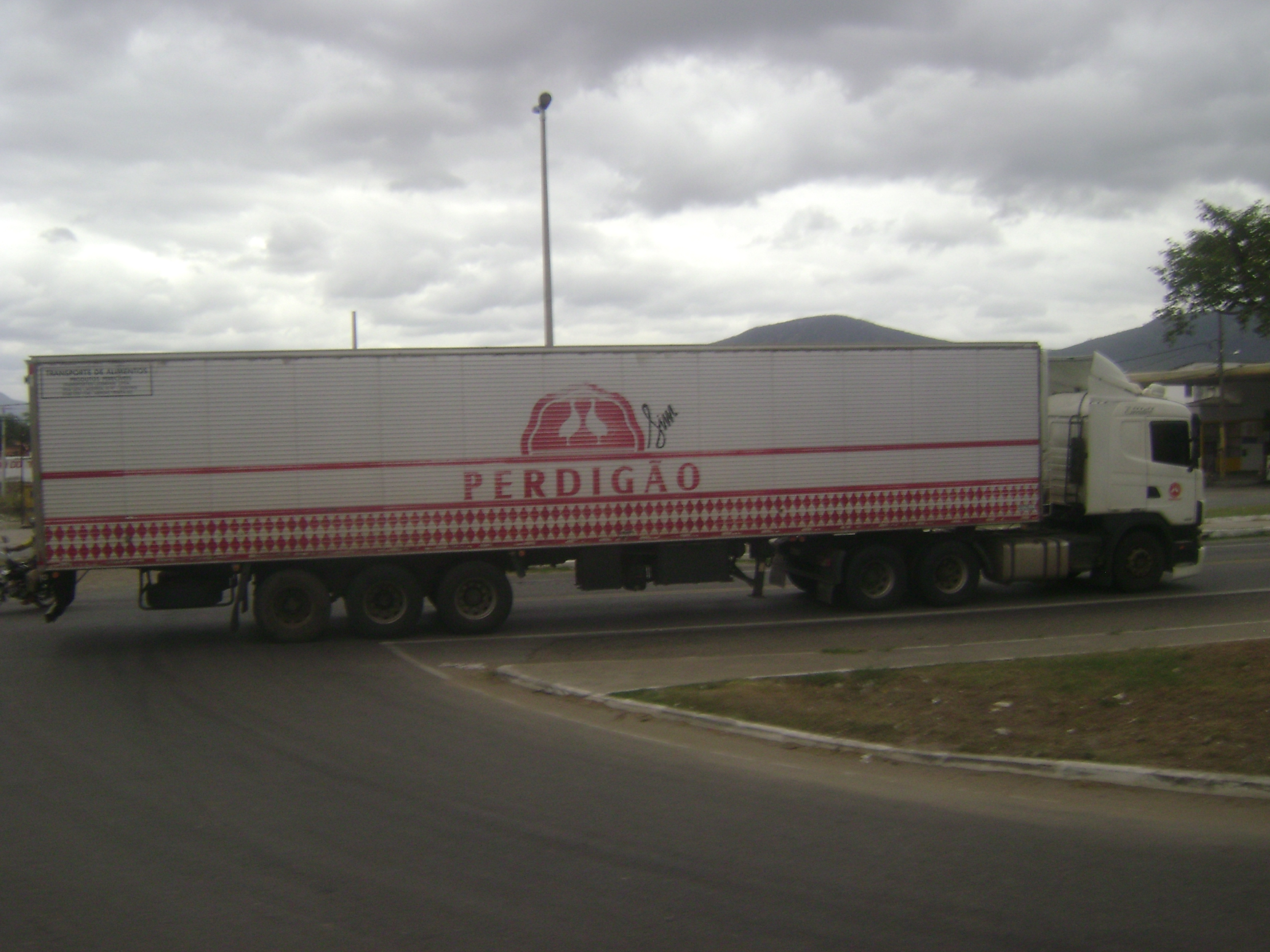
Vrachtwagen van een vleesbedrijf in Brazilië. Latijns-Amerika produceert 25% van 's werelds rundvlees en kip.

Brazilië is 's werelds grootste exporteur van kippenvlees: 3,77 miljoen ton in 2019. Het land is de eigenaar van de tweede kudde van het grootste vee ter wereld, 22,2% van de wereldkudde. Het land was de op een na grootste producent van rundvlees in 2019, verantwoordelijk voor 15,4% van de wereldproductie. Het was ook de derde producent van melk in de wereld in 2018 Dit jaar produceerde het land 35,1 miljard liter. In 2019 was Brazilië de vierde grootste producent van varkensvlees in de wereld, met bijna 4 miljoen ton.
In 2018 was Argentinië de vierde grootste producent van rundvlees ter wereld, met een productie van 3 miljoen ton (na alleen de Verenigde Staten, Brazilië en China). Uruguay is ook een grote vleesproducent. In 2018 produceerde het 589 duizend ton rundvlees.
Bij de productie van kippenvlees behoort Mexico tot de tien grootste producenten ter wereld, Argentinië bij de vijftien grootste en Peru en Colombia bij de 20 grootste. Bij de productie van rundvlees is Mexico een van de tien grootste producenten ter wereld en Colombia een van de 20 grootste producenten. Bij de productie van varkensvlees behoort Mexico tot de vijftien grootste producenten ter wereld. Bij de productie van honing behoort Argentinië tot de vijf grootste producenten ter wereld, Mexico bij de tien grootste en Brazilië bij de vijftien grootste. In termen van productie van koemelk behoort Mexico tot de vijftien grootste producenten ter wereld en Argentinië bij de 20.

### Mijnbouw

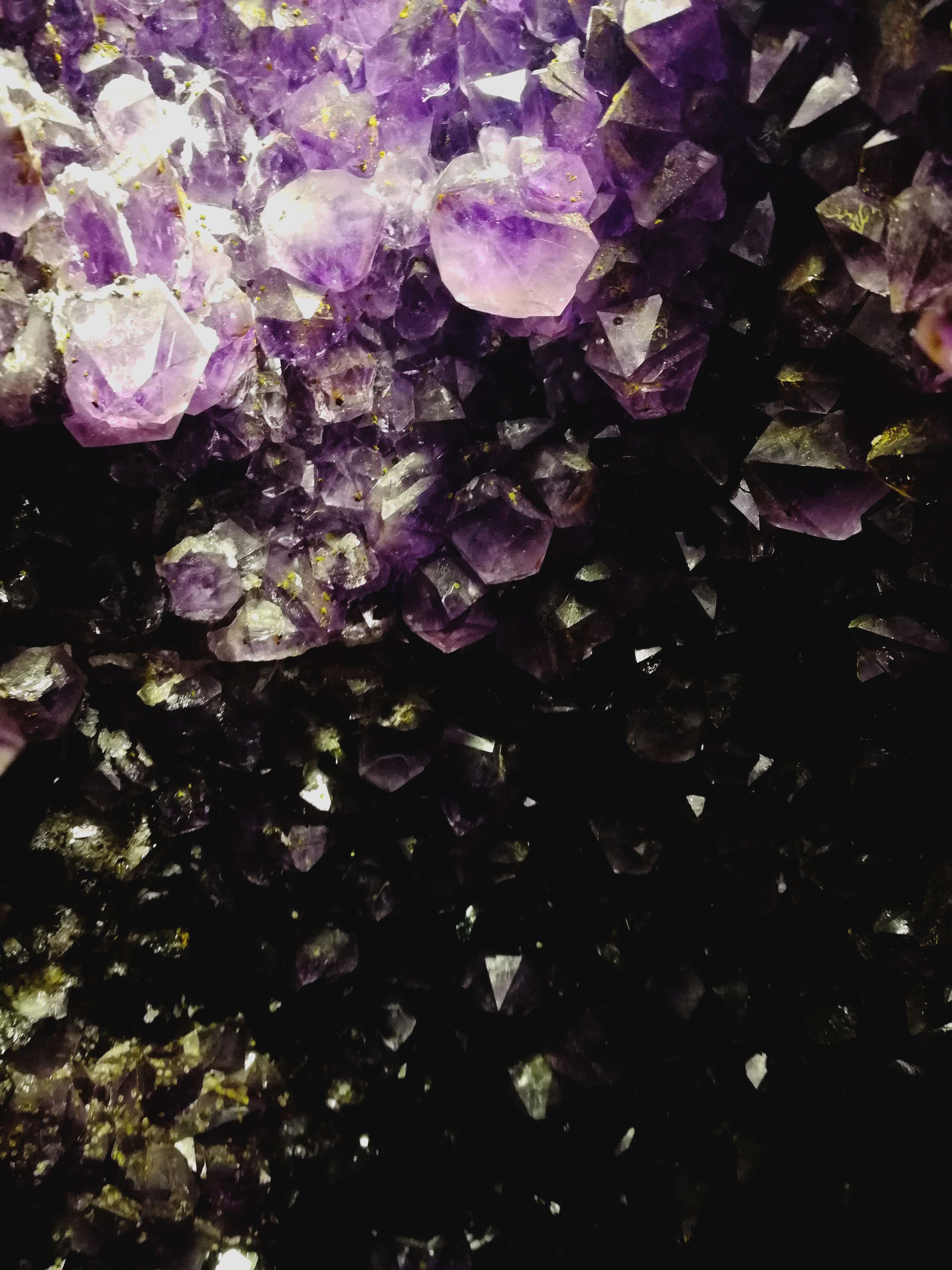
Amethistmijn in Ametista do Sul. Latijns-Amerika is een belangrijke producent van edelstenen zoals amethist, topaas, smaragd, aquamarijn en toermalijn

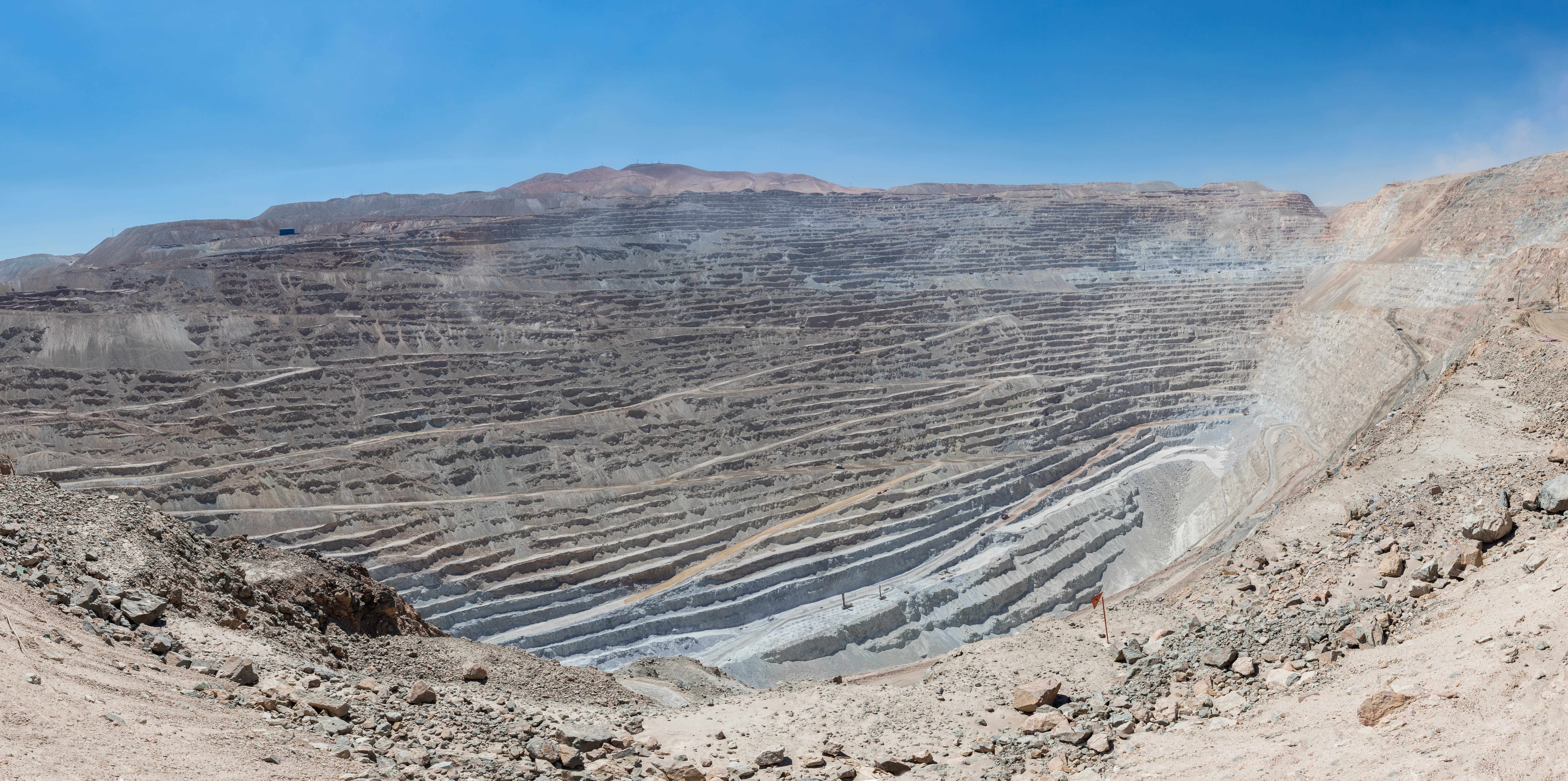
Kopermijn in Chili. Latijns-Amerika produceert meer dan de helft van het koper in de wereld

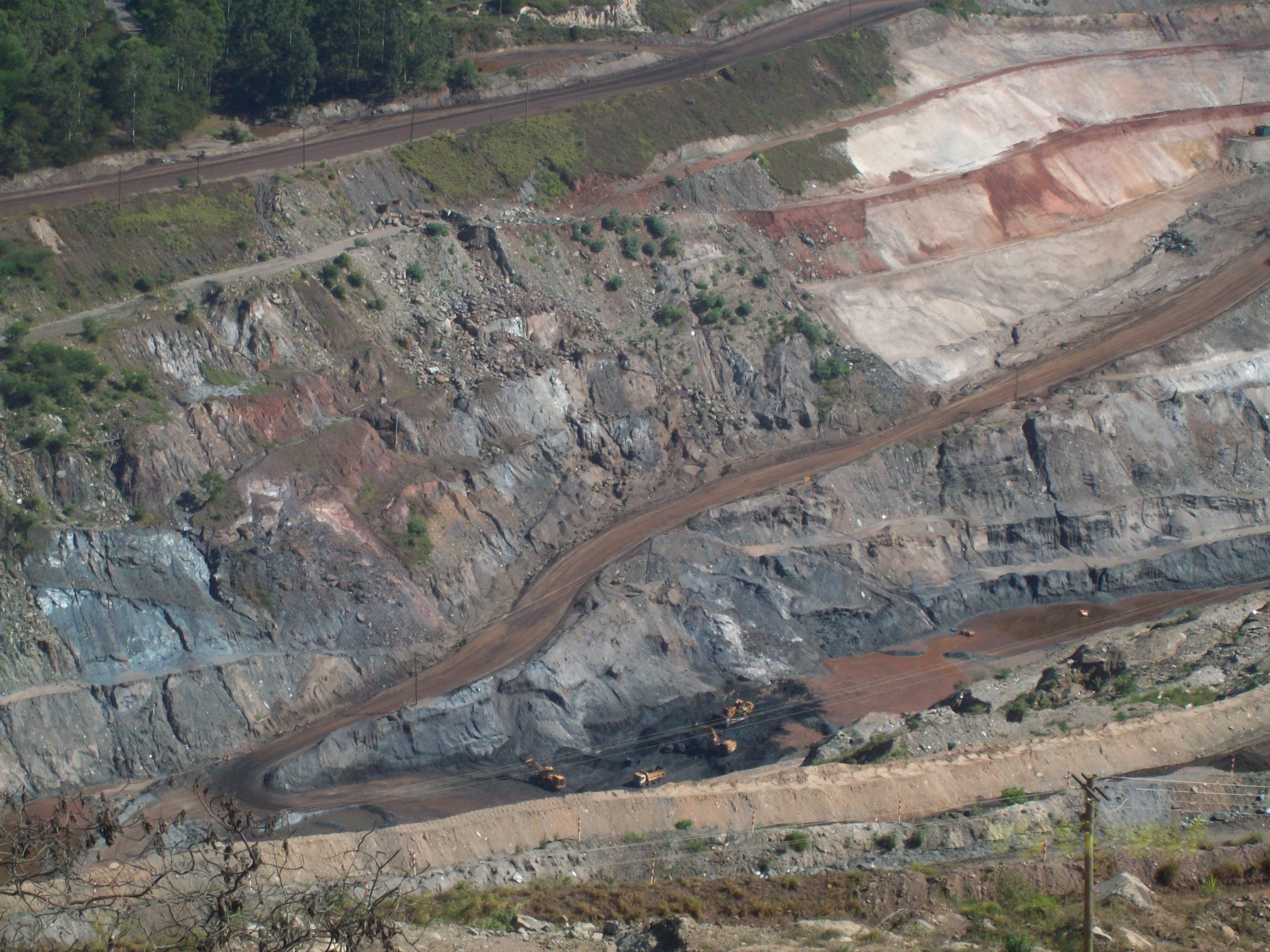
IJzermijn in Minas Gerais. Brazilië is de op een na grootste exporteur van ijzererts ter wereld.

Brazilië is 's werelds op een na grootste exporteur van ijzererts, heeft 98% van de bekende reserves van niobium in de wereld en behoort tot de top vijf van wereldproducenten van bauxiet, mangaan en tin, naast het hebben van aanzienlijke producties van koper, goud en nikkel. Chili draagt ongeveer een derde bij aan de wereldproductie van koper. In 2018 was Peru de op een na grootste producent van zilver en koper ter wereld en de zesde producent van goud (de 3 metalen die de meeste waarde genereren), en tevens de op twee na grootste wereldproducent van zink en tin en een kwart van lood. Bolivia is de vijfde grootste producent van tin, de zevende producent van zilver en de achtste producent van zink ter wereld.
Mexico is de grootste producent van zilver ter wereld, goed voor bijna 23% van de wereldproductie en produceerde meer dan 200 miljoen ounces in 2019. Het heeft ook grote koper en zink en produceert een aanzienlijke hoeveelheid goud.
Wat betreft edelstenen: Brazilië is de grootste producent ter wereld van amethist, topaas, agaat en is een van de belangrijkste producenten ter wereld van toermalijn, smaragd, aquamarijn, granaat y opaal. Er is ook een aanzienlijke productie van amethist in Uruguay en Bolivia. Bij de productie van smaragd is Colombia de grootste producent ter wereld. Guyana is een belangrijke producent van diamant.

### Aardolie en gas
Bij de productie van aardolie was Brazilië in 2019 de tiende olieproducent ter wereld, met 2,8 miljoen vaten / dag. Mexico was de twaalfde grootste met 2,1 miljoen vaten / dag, Venezuela op de 21e plaats met 877.000 vaten / dag, Colombia 22e met 886.000 vaten / dag, Ecuador 28e met 531.000 vaten / dag en Argentinië. 29 met 507 duizend vaten / dag. Aangezien Venezuela en Ecuador weinig olie verbruiken en het grootste deel van hun productie exporteren, maken ze deel uit van OPEC. Venezuela registreerde een scherpe daling van de productie na 2015 (waar het 2,5 miljoen vaten / dag produceerde), in 2016 gedaald tot 2,2 miljoen, in 2017 tot 2 miljoen, in 2018 tot 1,4 miljoen en in 2019 tot 877 duizend, door gebrek aan investeringen.
Bij de productie van aardgas produceerde Argentinië in 2018 1.524 bcf (miljard kubieke voet), Mexico produceerde 999, Venezuela 946, Brazilië 877, Bolivia 617, Peru 451, Colombia 379.

### Toerisme

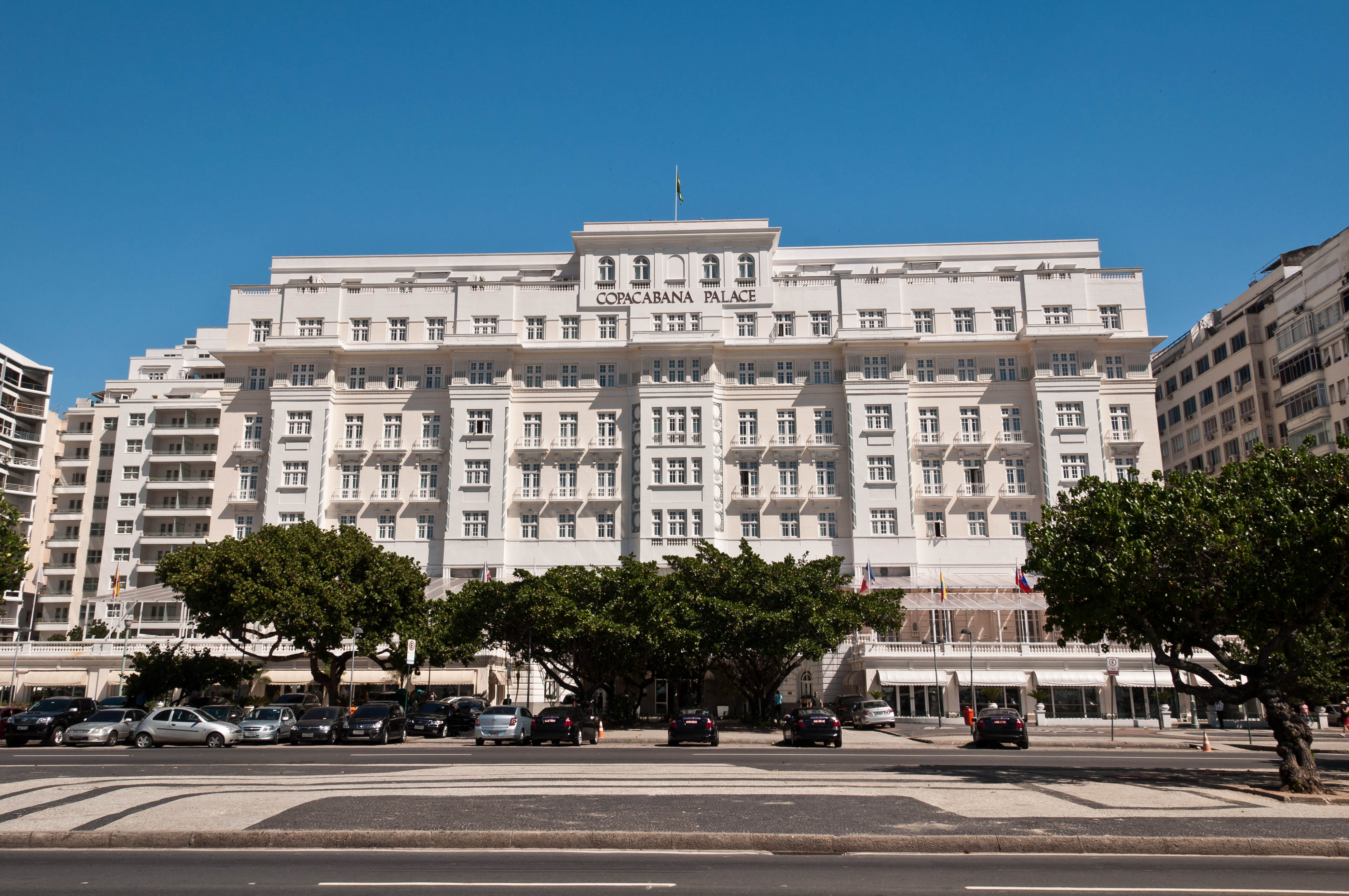
Copacabana Palace, het beste hotel in Zuid-Amerika, in Rio de Janeiro

In de lijst met toeristische bestemmingen ter wereld was Mexico in 2018 het zevende meest bezochte land ter wereld, met 41,4 miljoen internationale toeristen (en een inkomen van 22,5 miljard dollar), de meeste van de zoals vanaf de grens met de Verenigde Staten. Argentinië was het 47e meest bezochte land, met 6,9 miljoen internationale toeristen (en inkomsten van 5,5 miljard dollar); Brazilië was de 48e meest bezochte met 6,6 miljoen toeristen (en een omzet van 5,9 miljard dollar); Dominicaanse Republiek op de 49e plaats met 6,5 miljoen toeristen (en een omzet van $ 7,5 miljard); Chili op de 53e plaats met 5,7 miljoen toeristen (en een inkomen van 2,9 miljard dollar); Peru op positie 60 met 4,4 miljoen toeristen (en een inkomen van 3,9 miljard dollar); Colombia 65e met 3,8 miljoen toeristen (en inkomsten van 5,5 miljard dollar); Uruguay 69e met 3,4 miljoen toeristen (en een inkomen van 2,3 miljard dollar); Costa Rica 74e met 3 miljoen toeristen (en een inkomen van 3,9 miljard dollar). Merk op dat het aantal toeristen niet altijd het geldbedrag weerspiegelt dat het land uit het toerisme ontvangt. Sommige landen spelen een hoger niveau van toerisme, waardoor ze meer voordelen behalen. Het toerisme in Zuid-Amerika is nog steeds niet erg ontwikkeld: in Europa krijgen landen bijvoorbeeld jaarlijkse toerismewaarden zoals 73,7 miljard dollar (Spanje), ontvangen 82,7 miljoen toeristen of 67,3 miljard dollar (Frankrijk) die 89,4 miljoen toeristen ontvangen. Terwijl Europa in 2018 710 miljoen toeristen ontving, Azië 347 miljoen en Noord-Amerika 142,2 miljoen, Zuid-Amerika slechts 37 miljoen, Midden-Amerika 10,8 miljoen en het Caribisch gebied 25,7 miljoen.

### Industrieën

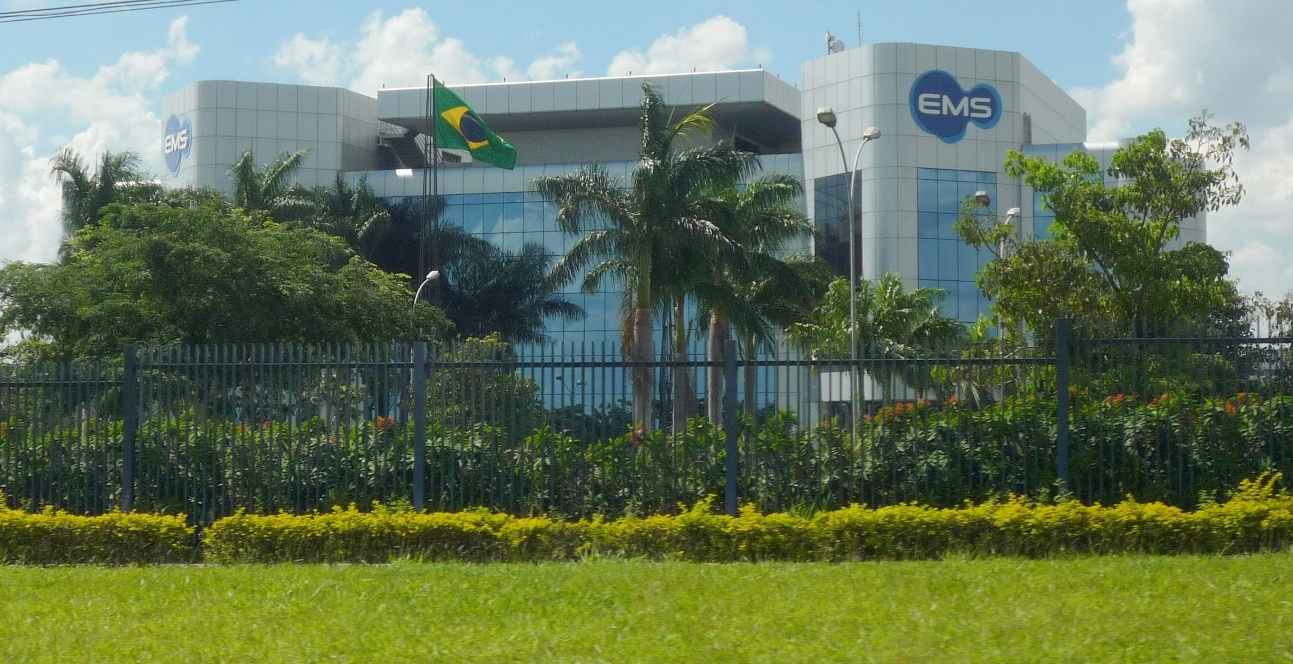
EMS, de grootste Braziliaanse farmaceutische industrie

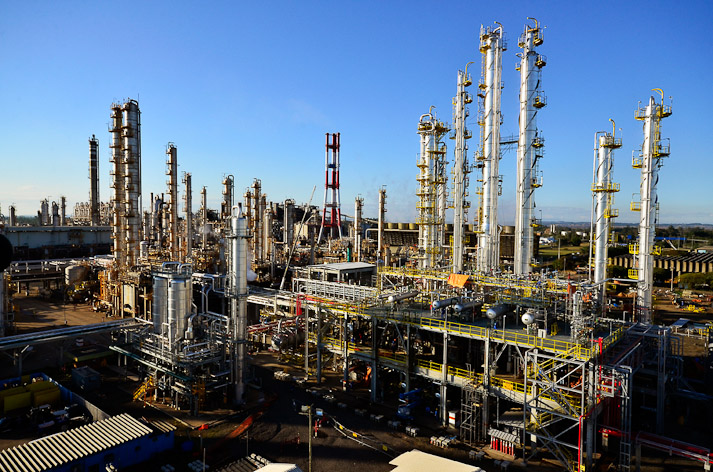
Braskem, de grootste Braziliaanse chemische industrie

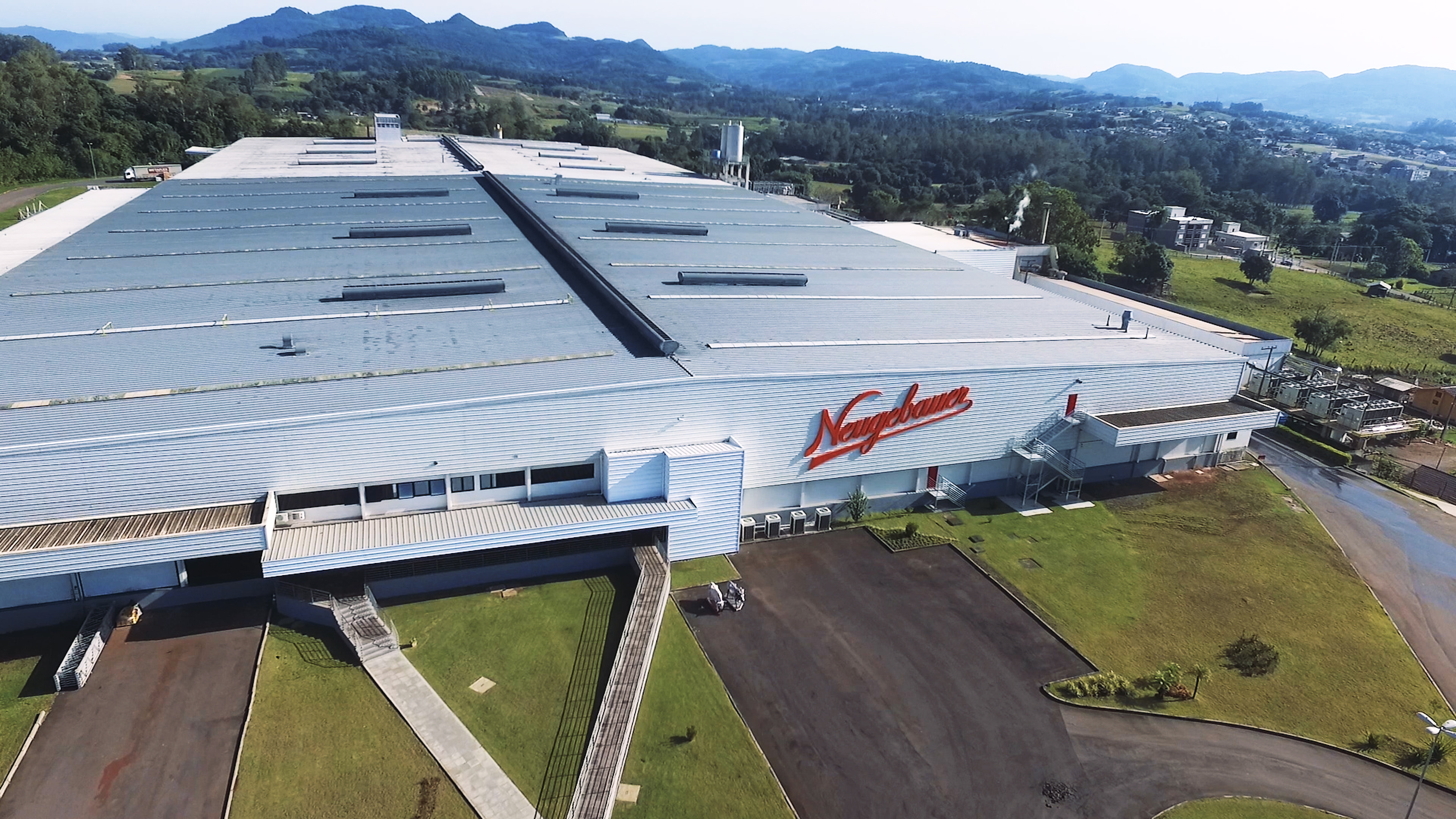
Neugebauer chocoladefabriek in Arroio do Meio. Latijns-Amerika is gespecialiseerd in voedselverwerking

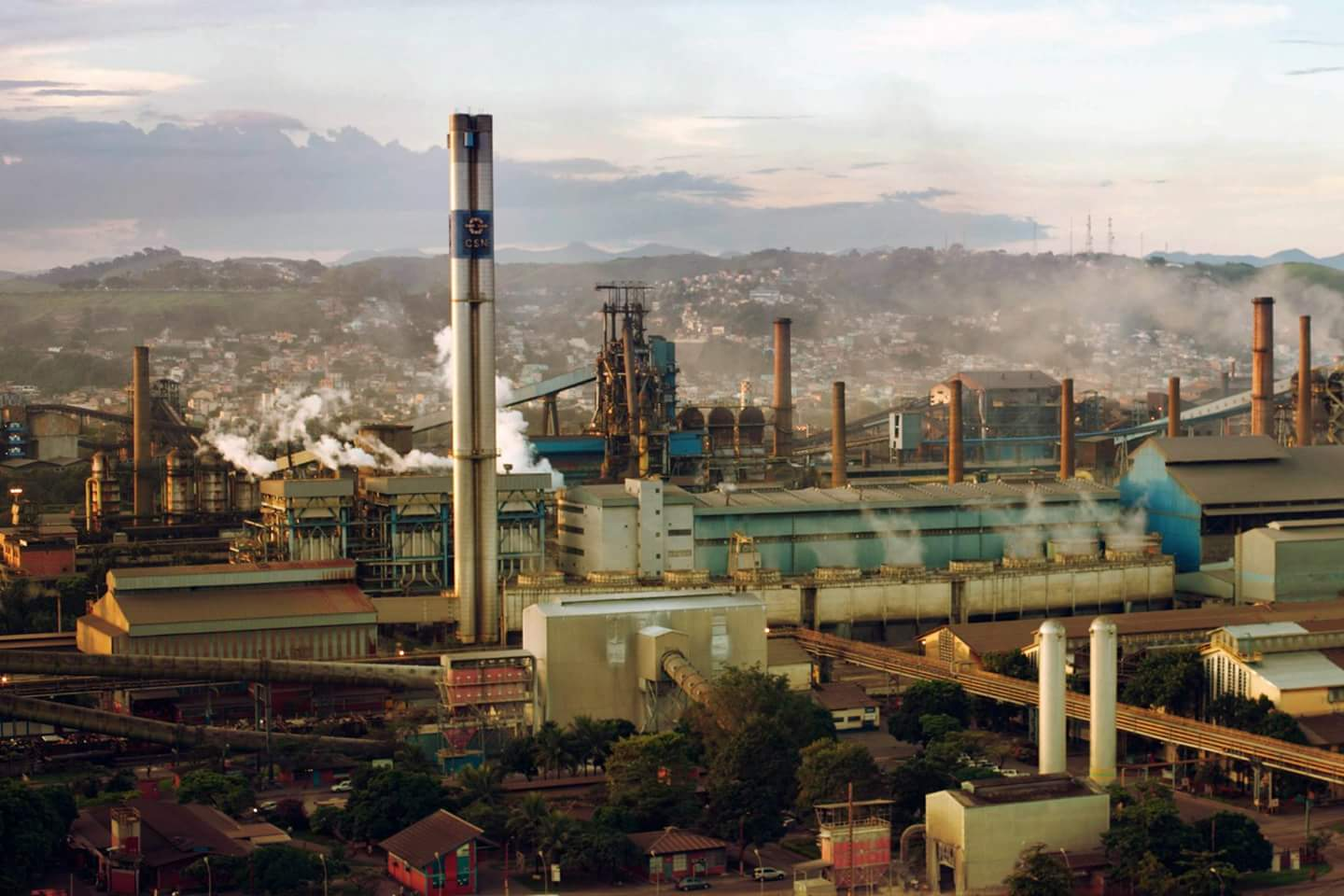
Staalindustrie CSN, in Volta Redonda. Brazilië is een van de tien grootste staalproducenten ter wereld; Mexico is een van de vijftien grootste en Argentinië een van de 30 grootste

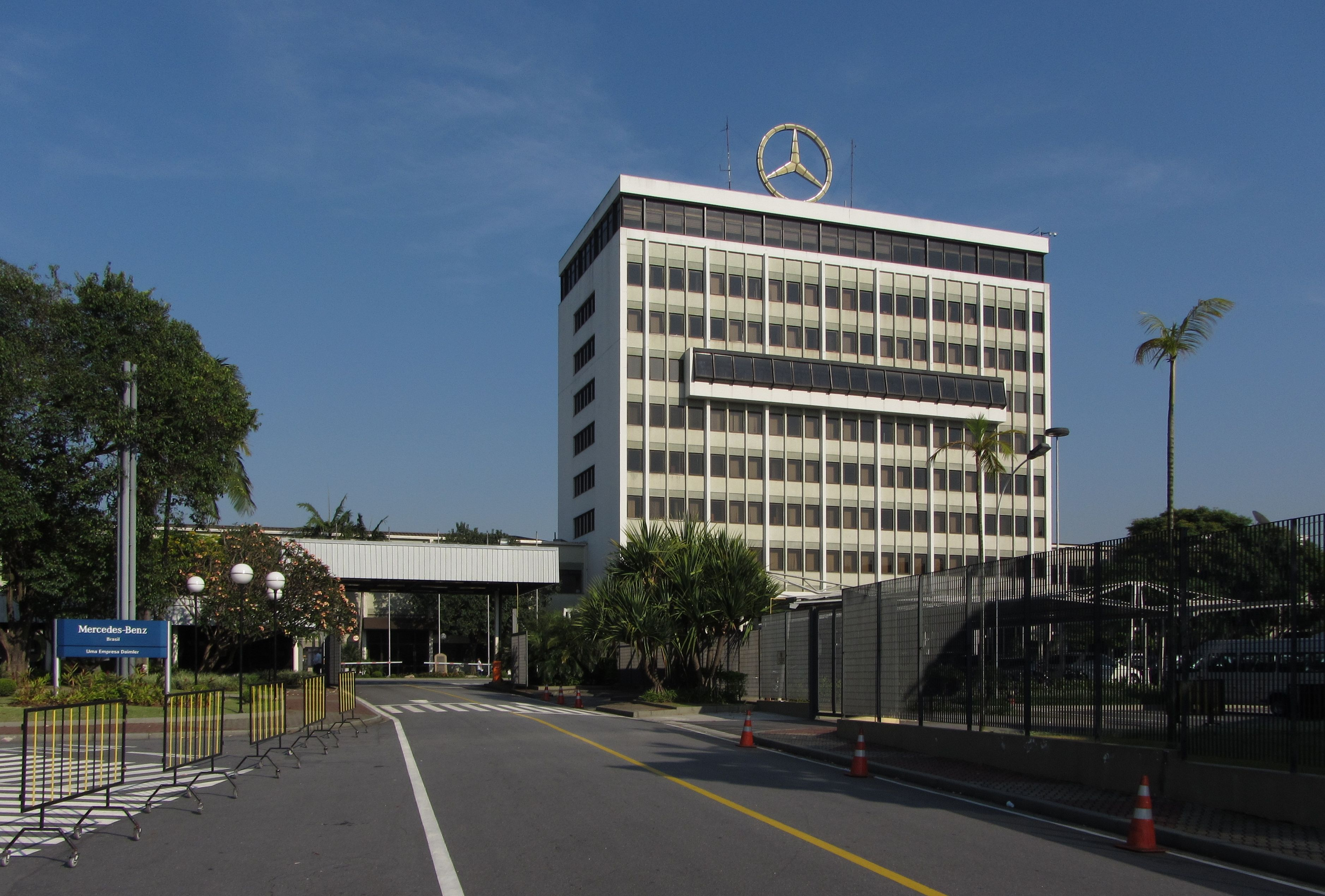
Mercedes-Benz-fabriek in São Paulo. Mexico en Brazilië behoren tot de tien grootste autofabrikanten ter wereld en Argentinië tot de 30 grootste.

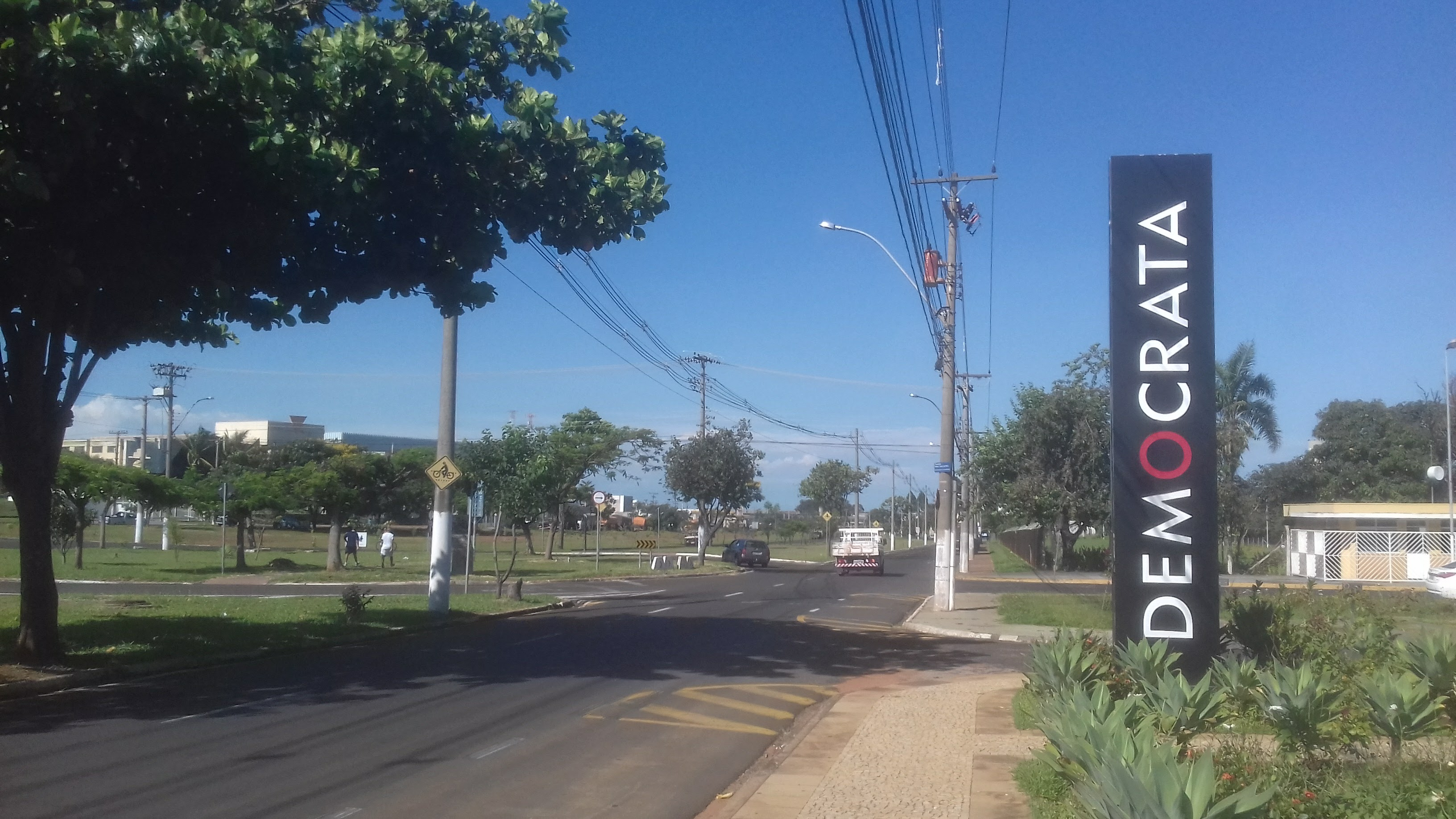
Portiek van de Democrata herenschoenenfabriek, in Franca. Brazilië is de vierde grootste schoenenfabrikant ter wereld

De Wereldbank geeft elk jaar een lijst van de belangrijkste producerende landen op basis van de totale productiewaarde. Volgens de lijst van 2019 heeft Mexico de twaalfde meest waardevolle industrie ter wereld ($ 217,8 miljard), Brazilië de dertiende grootste ($ 173,6 miljard) en Venezuela de dertigste (58,2 miljard). miljard dollar, die voor deze waarde echter van olie afhankelijk zijn), Argentinië het 31e grootste ($ 57,7 miljard), Colombia het 46e grootste ($ 35,4 miljard), Peru het 50e grootste ($ 28,7 miljard) en Chili 51e grootste ($ 28,3 miljard).
In Latijns-Amerika krijgen maar weinig landen een projectie van industriële bedrijvigheid: Brazilië, Argentinië, Mexico en in mindere mate Chili.De industrialisatie van deze landen, die laat begon, kreeg een grote impuls van de Tweede Wereldoorlog: dit verhinderde oorlogvoerende landen om de producten te kopen die ze gewend waren te importeren en te exporteren wat ze produceerden. Vervolgens konden landen als Brazilië, Mexico en Argentinië, maar ook Venezuela, Chili, Colombia en Peru, profiteren van de overvloedige lokale grondstoffen, de lage lonen die aan de beroepsbevolking worden betaald en een zekere specialisatie van immigranten, grote industrieparken realiseren. Over het algemeen zijn er in deze landen industrieën die weinig kapitaal en eenvoudige technologie nodig hebben voor hun installatie, zoals de voedsel- en textielindustrie. De basisindustrieën (staal, enz.), Evenals de metallurgische en mechanische industrieën vallen ook op.
De industrieparken van Brazilië, Mexico, Argentinië en Chili vertonen echter een veel grotere diversiteit en verfijning en produceren geavanceerde technologische producten. In de rest van de Latijns-Amerikaanse landen, voornamelijk in Midden-Amerika, overheersen de verwerkende industrieën van voor de export bestemde primaire producten.
Brazilië is de industriële leider in Latijns-Amerika. In de voedingsindustrie was Brazilië in 2019 de op een na grootste exporteur van bewerkte voedingsmiddelen ter wereld. In 2016 was het land de op een na grootste producent van cellulose ter wereld en de 8e producent van papier. In de schoenen -industrie stond Brazilië in 2019 op de vierde plaats van de wereldproducenten. In 2019 was het land de achtste producent van voertuigen en de negende producent van staal van de wereld. In 2018 was chemische industrie van Brazilië de 8e in de wereld. In Textielindustrie is Brazilië, hoewel het in 2013 een van de vijf grootste producenten ter wereld was, nauwelijks geïntegreerd in de wereldhandel.

## Galerij

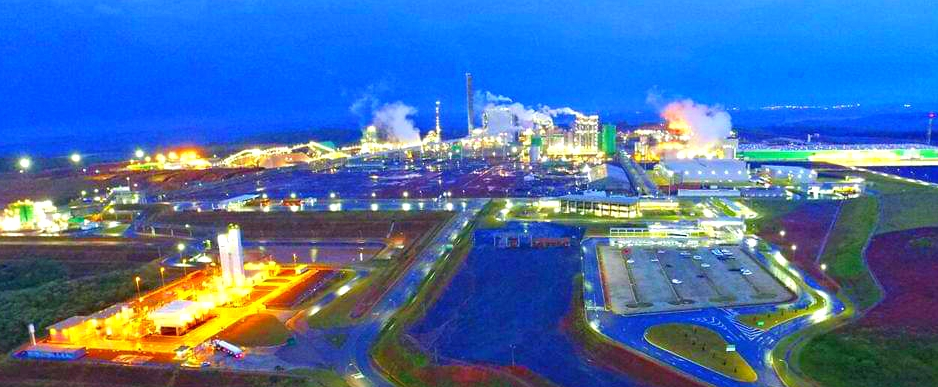
Klabin Industrieel Complex, in Ortigueira. Brazilië is de op een na grootste pulpproducent en de achtste papierproducent ter wereld
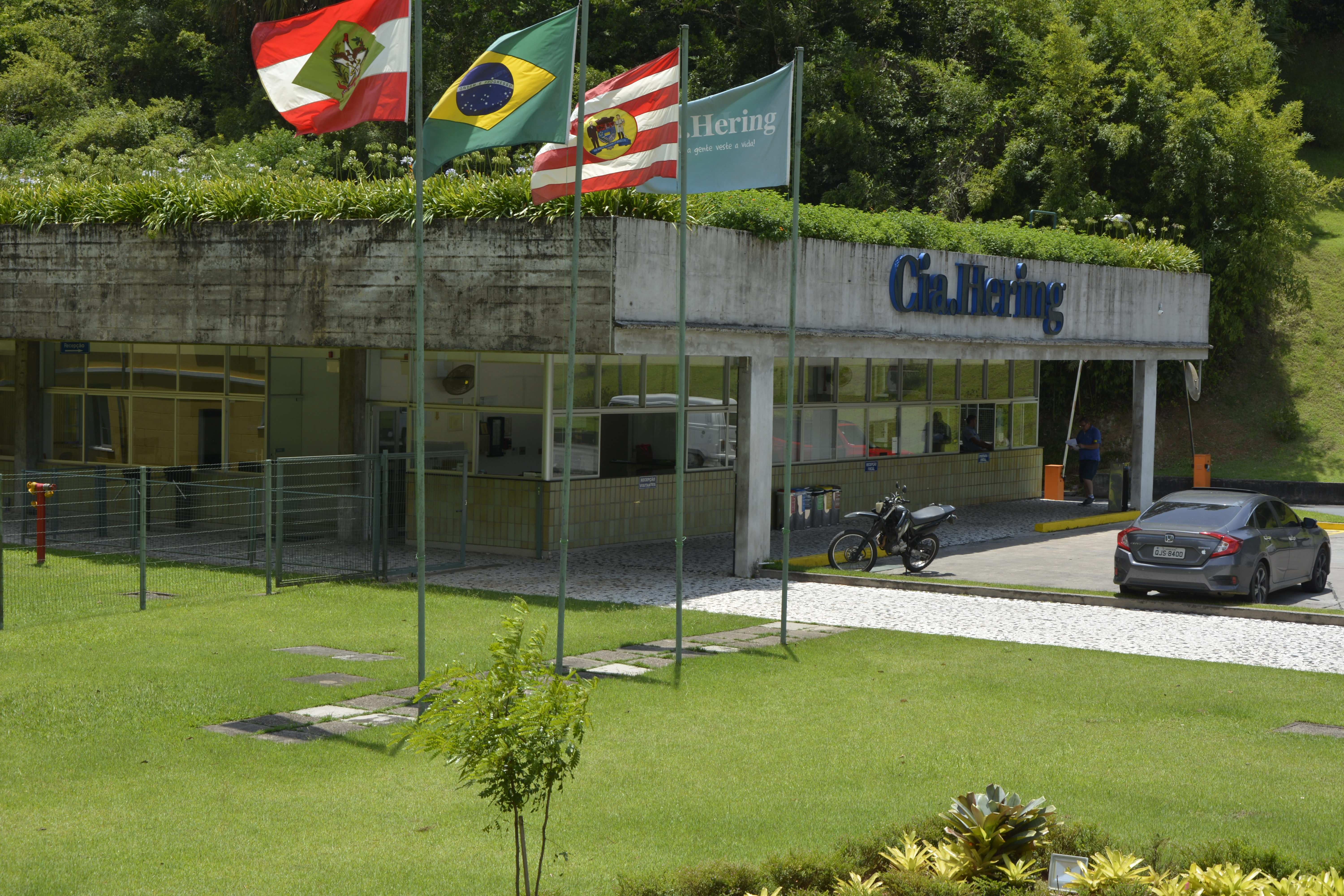
Hering, in Santa Catarina, Brazilië. Het land heeft een van de vijf grootste textielindustrieën ter wereld.
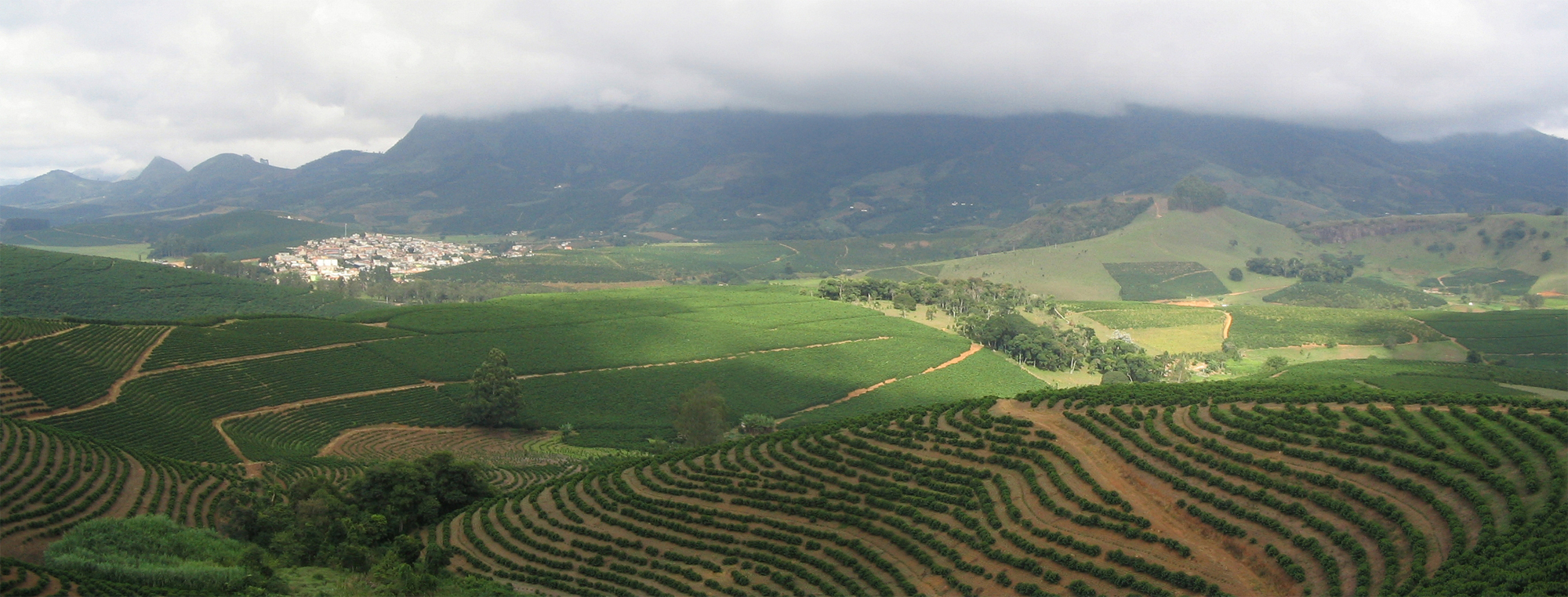
Koffie in Minas Gerais. In 2018 was Brazilië de grootste producent ter wereld, met 3,5 miljoen ton. Latijns-Amerika produceert de helft van de koffie in de wereld.
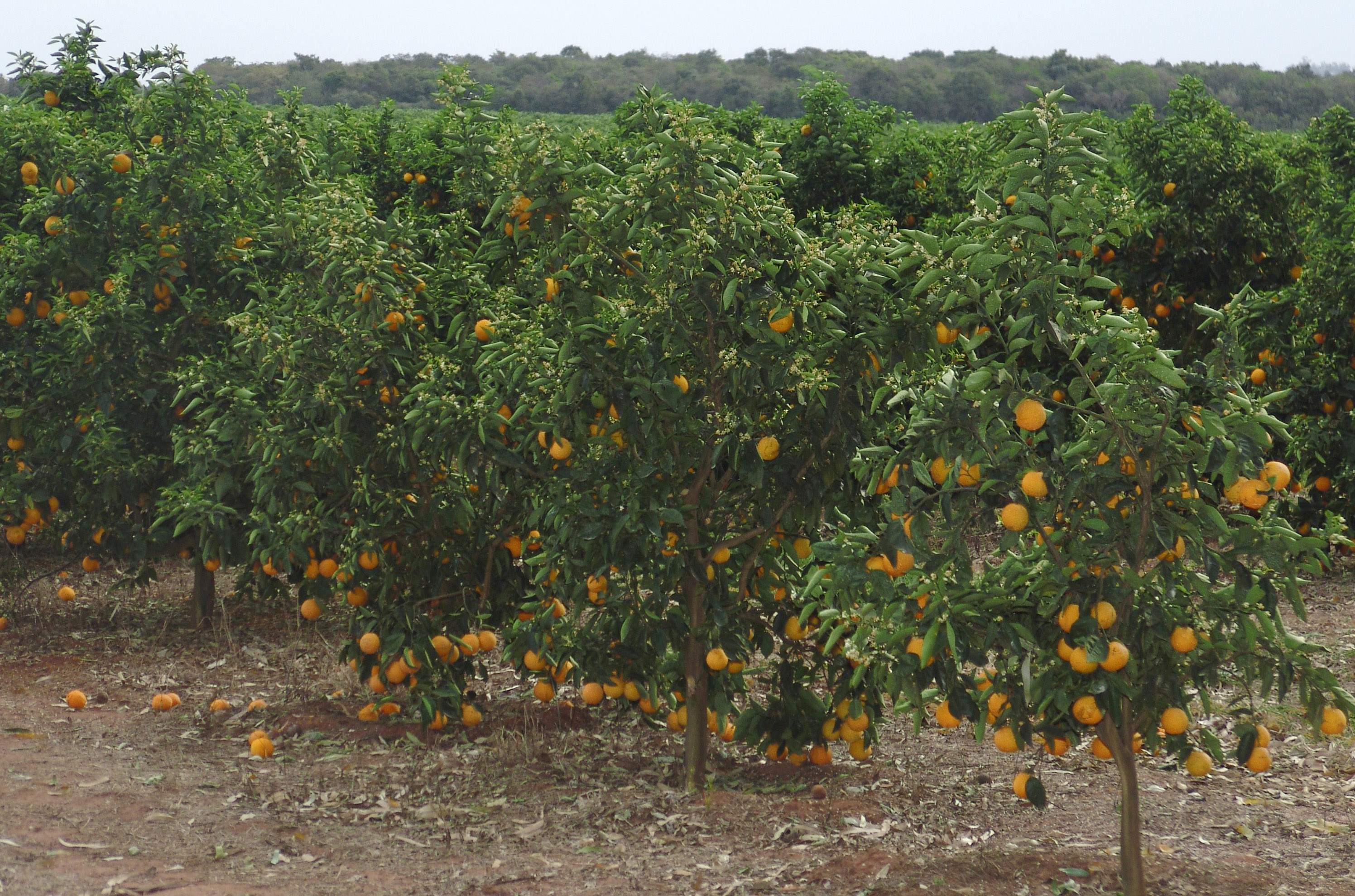
Sinaasappel in São Paulo. In 2018 was Brazilië met 17 miljoen ton de grootste producent ter wereld. Latijns-Amerika produceert 30% van de sinaasappelen in de wereld.
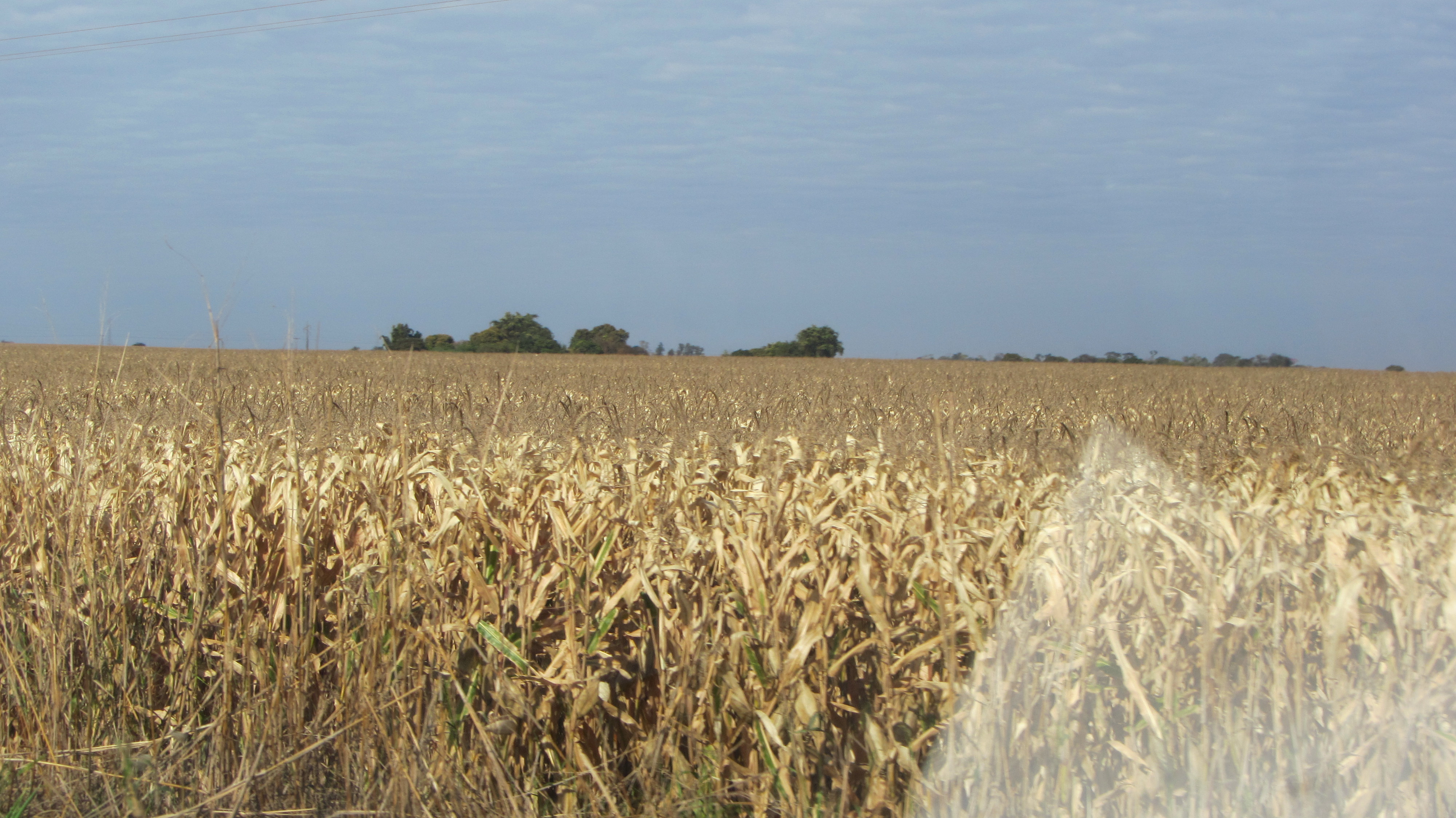
Maïs in Dourados. Brazilië, Argentinië en Mexico behoren tot de tien grootste producenten ter wereld.
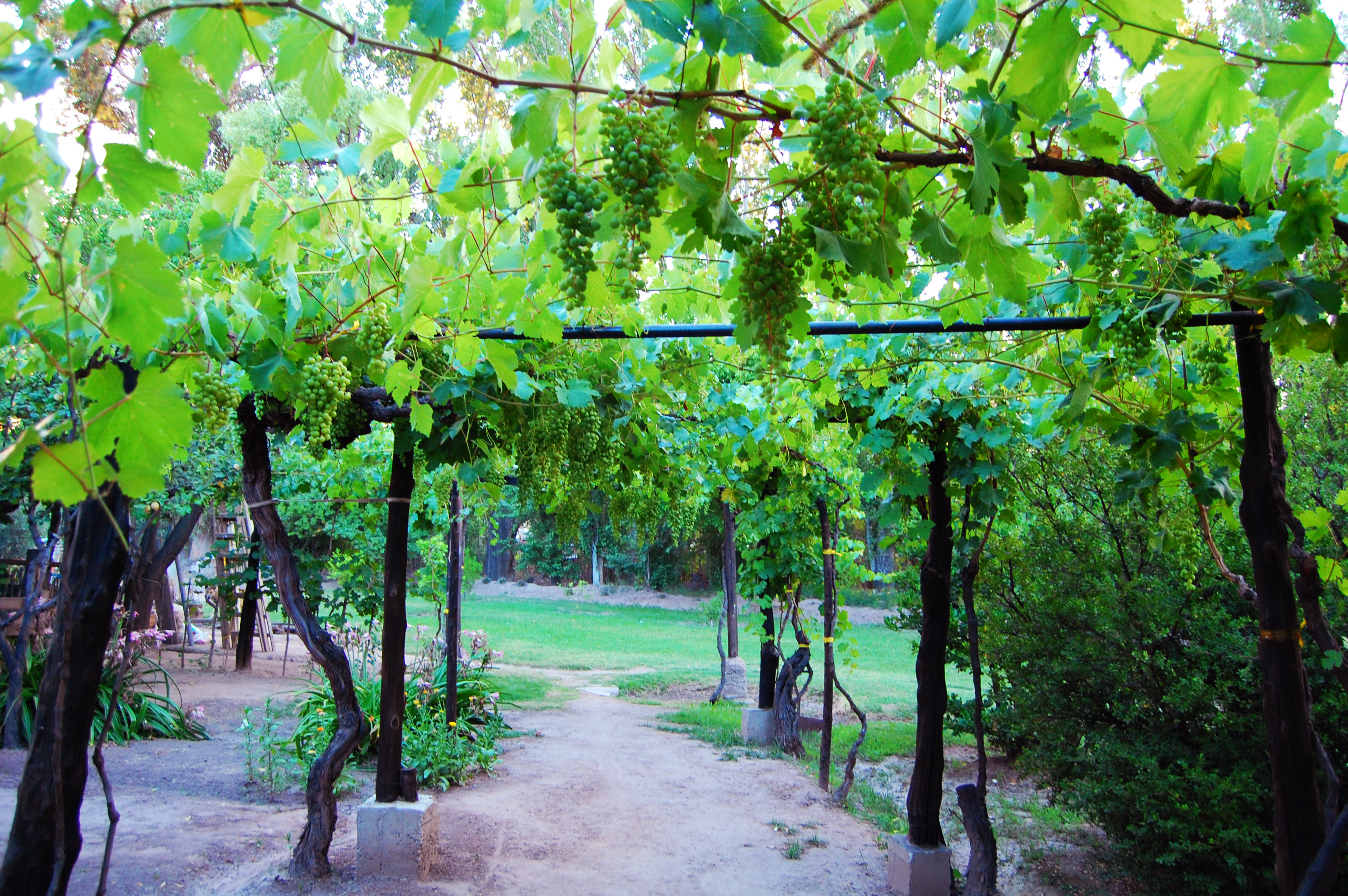
Druivenplantage in Argentinië. Argentinië en Chili behoren tot de tien grootste producenten van druiven en wijn ter wereld, en Brazilië behoort tot de 20 grootste.
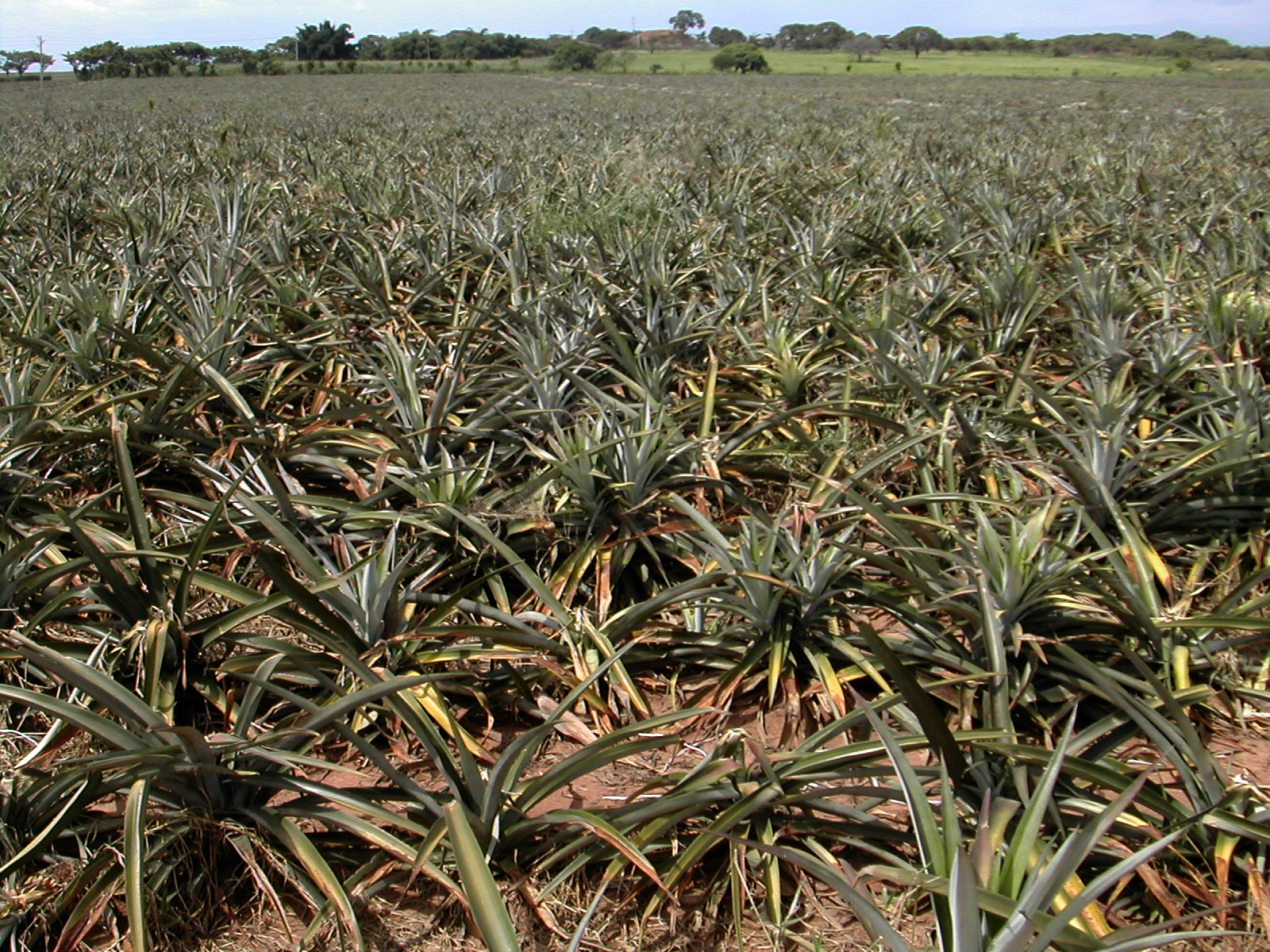
Ananas in Veracruz, Mexico. Latijns-Amerika produceert 35% van 's werelds ananas.
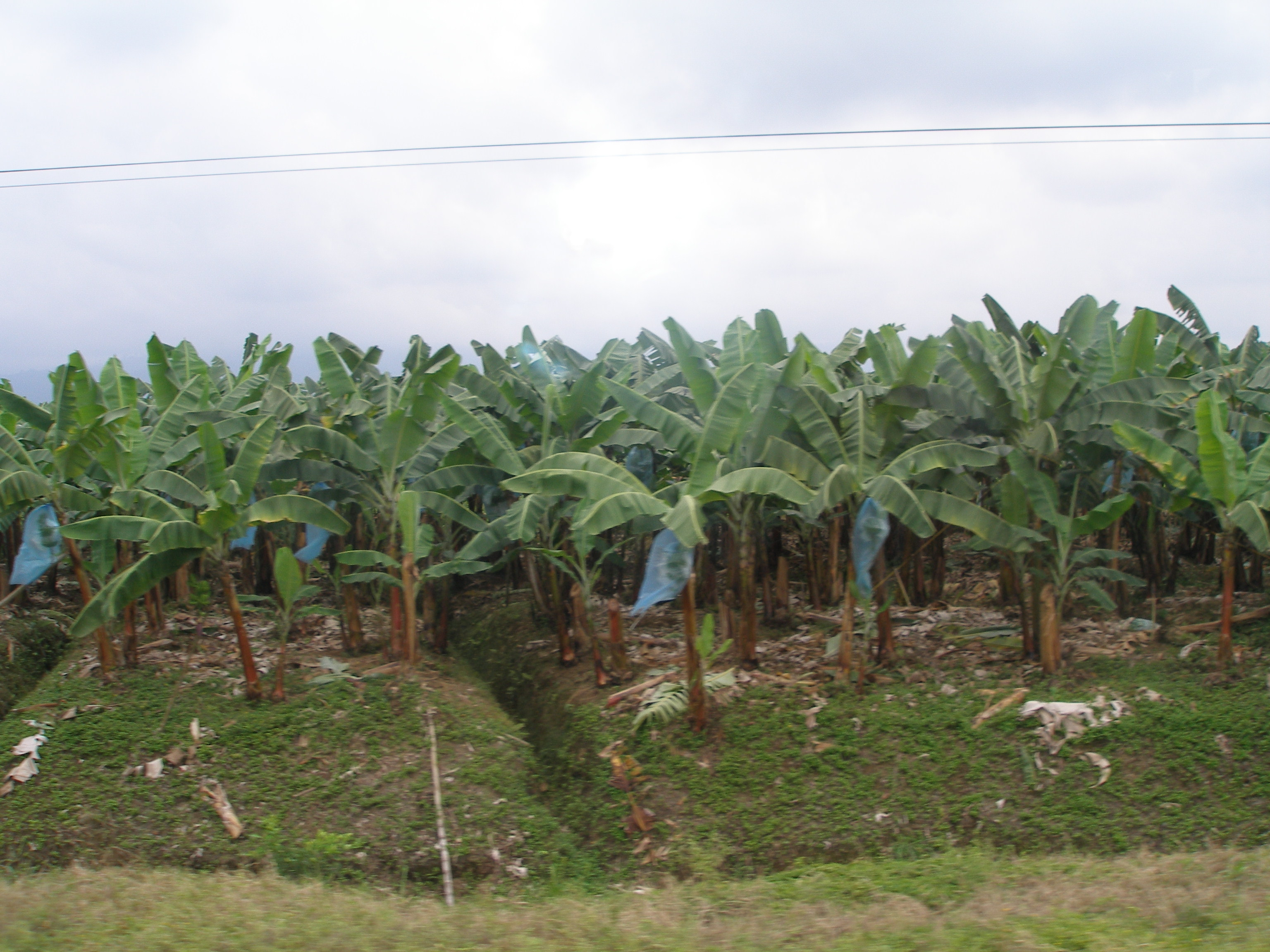
Banaan in Ecuador. Het land is de grootste bananenexporteur ter wereld. Latijns-Amerika produceert ongeveer 30% van de bananen in de wereld
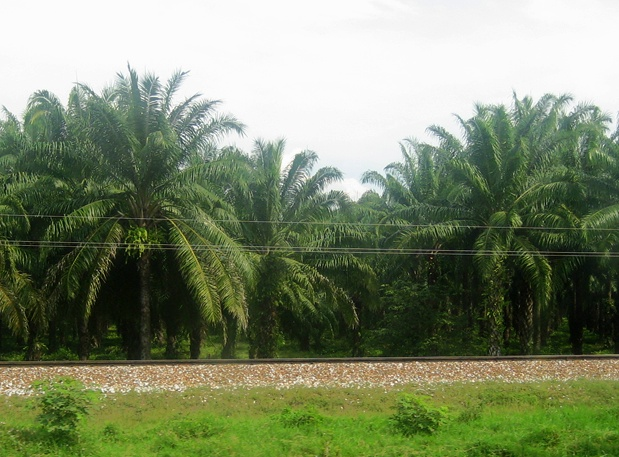
Palmplantage in Magdalena, Colombia. Het land is een van de vijf grootste producenten van palmolie ter wereld.
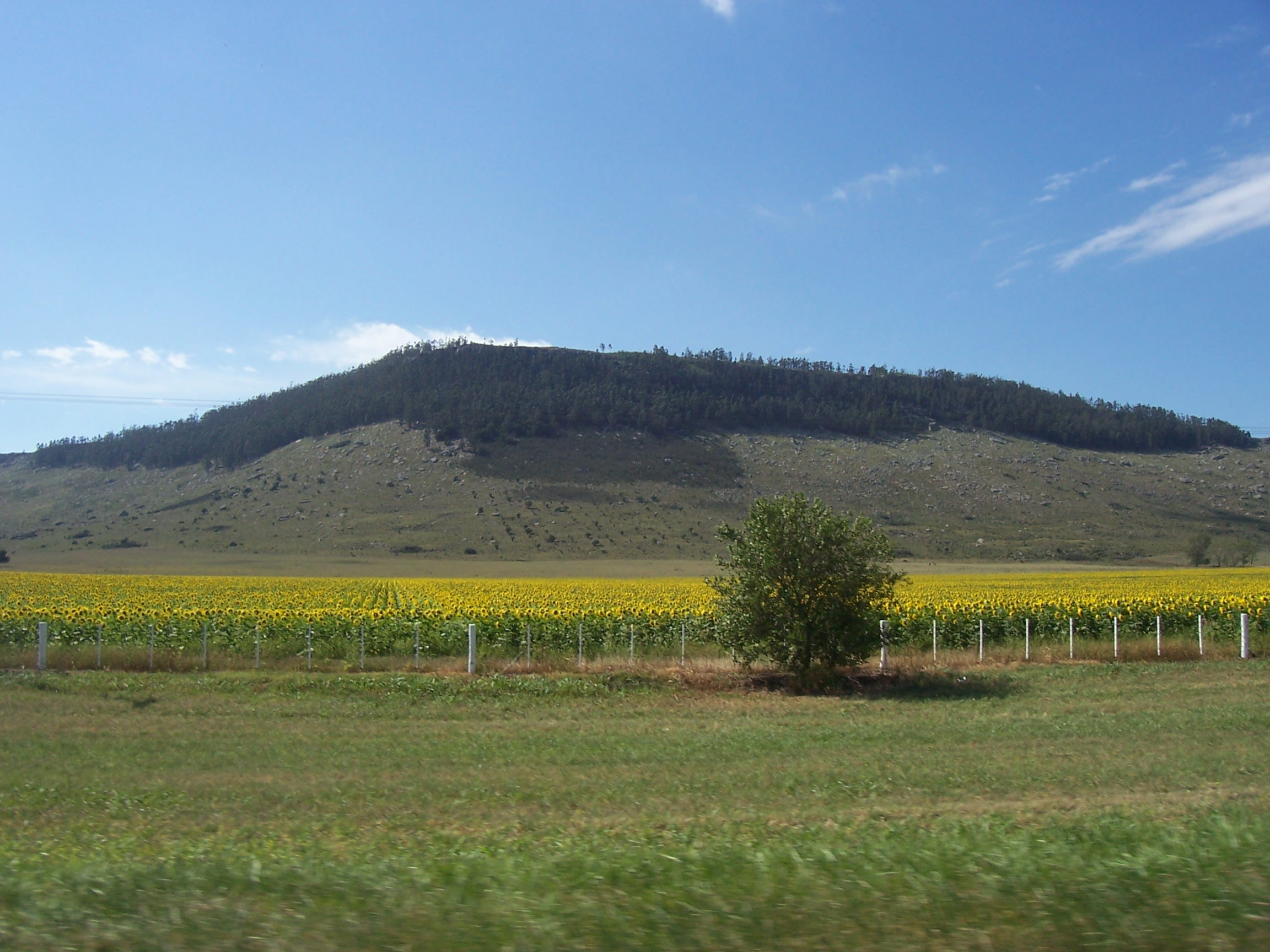
Zonnebloemplantage in Argentinië. Het land is 's werelds derde grootste producent van zonnebloempitten
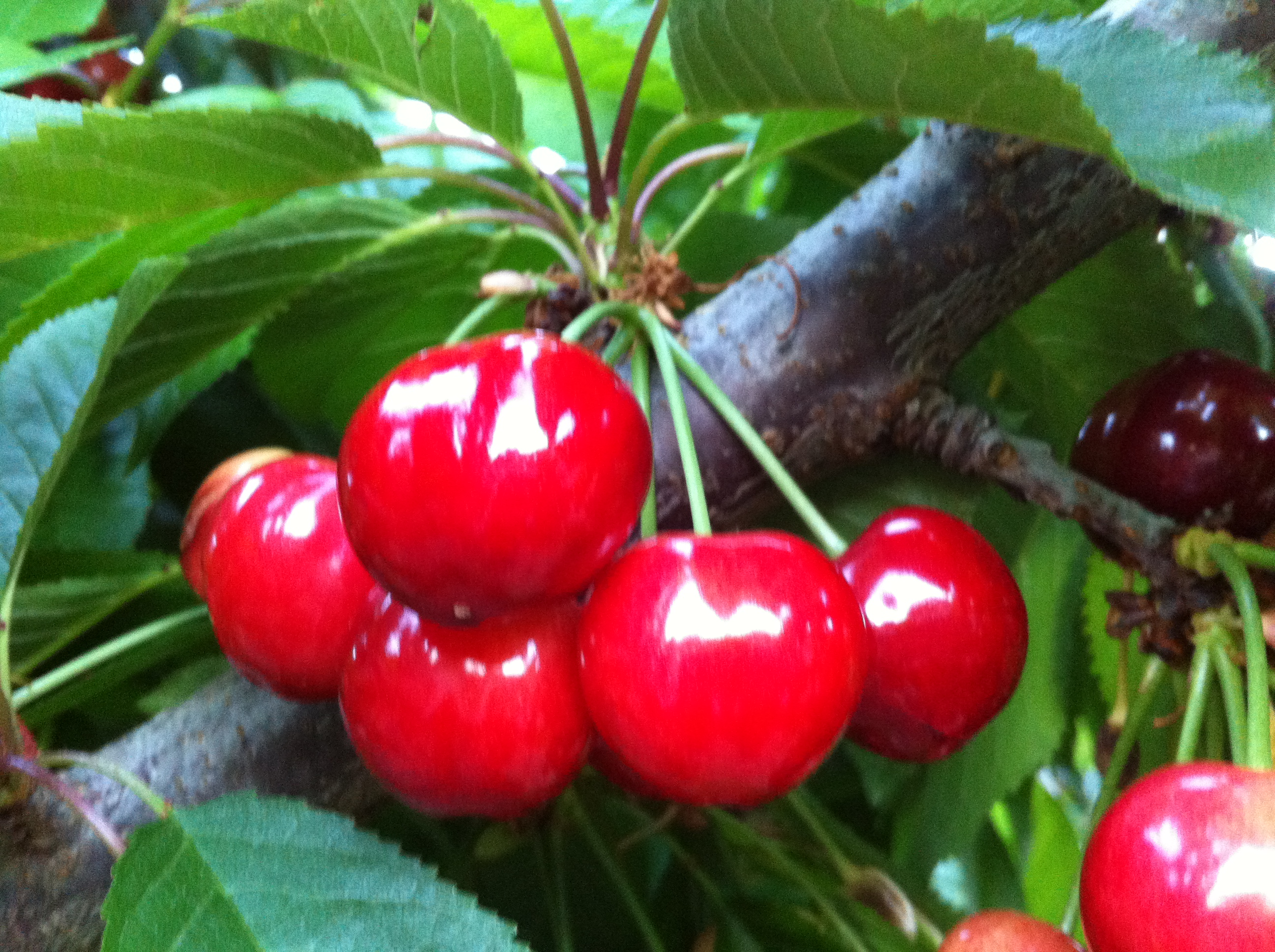
Chileense kersen. Chili behoort tot de top vijf van zoete kersenproducenten ter wereld.
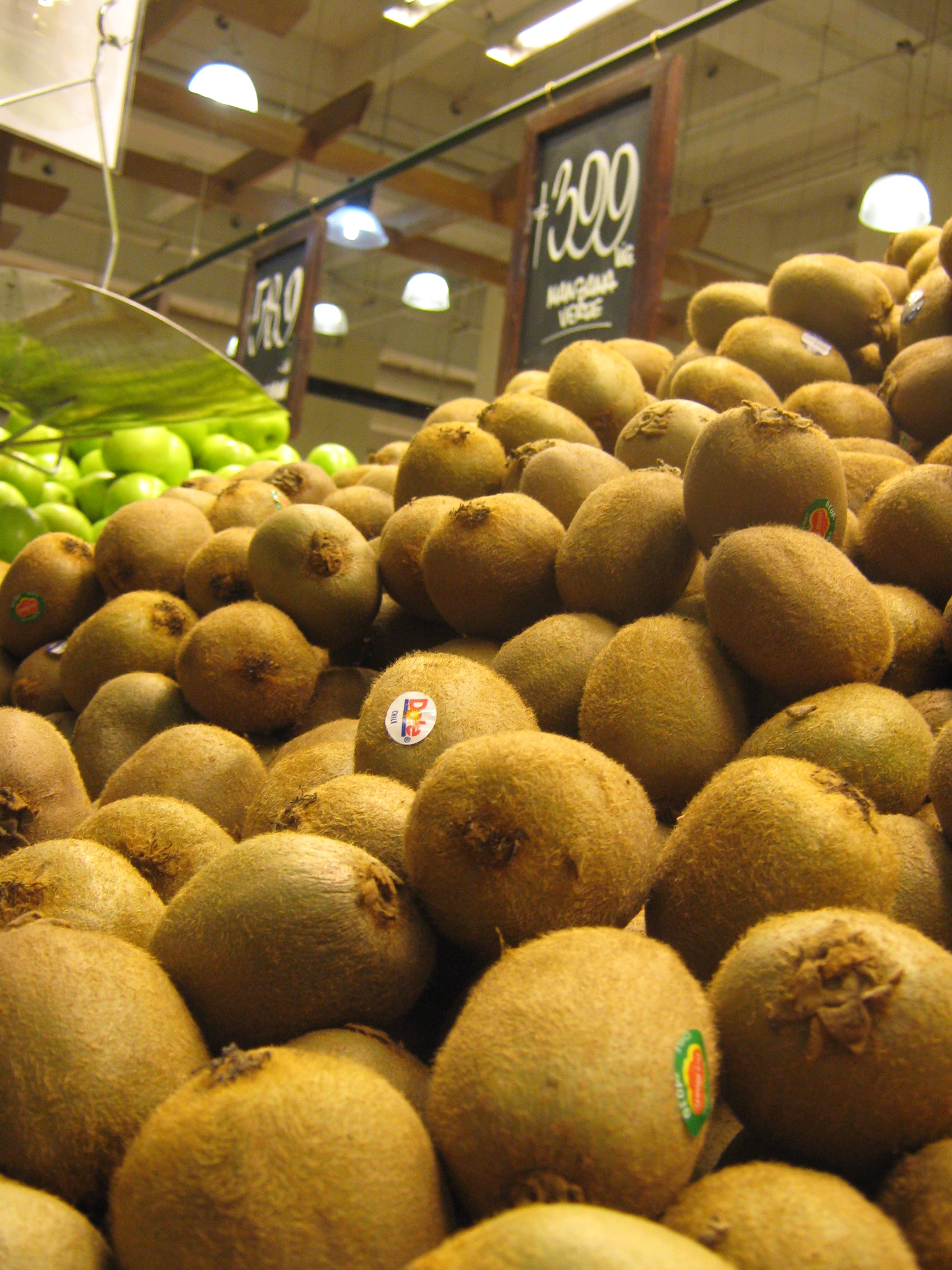
Chileense kiwi. Het land is een van de tien grootste kiwiproducenten ter wereld.
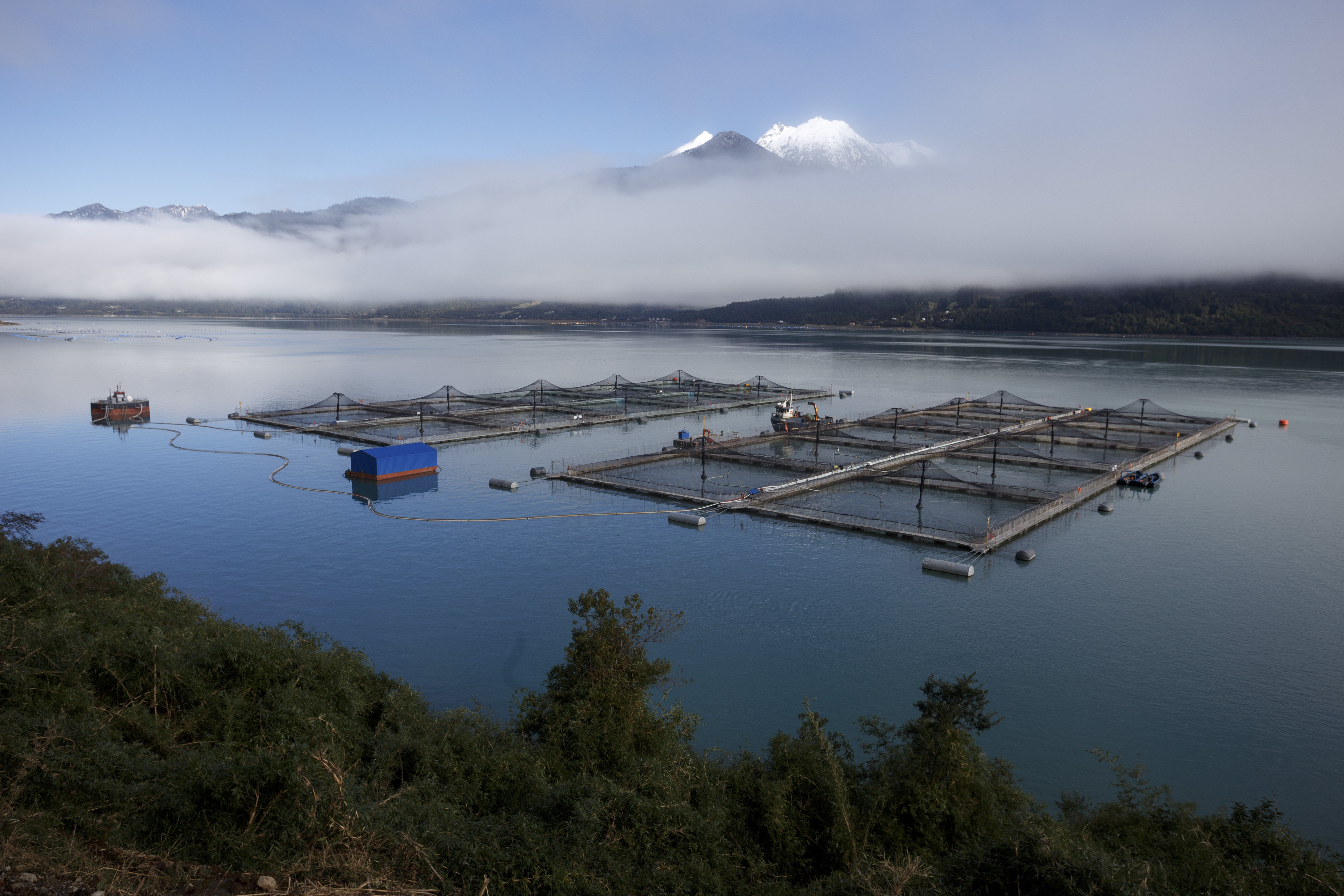
Zalmkweek in Chili. Een derde van alle zalm die in de wereld wordt verkocht, komt uit het land.
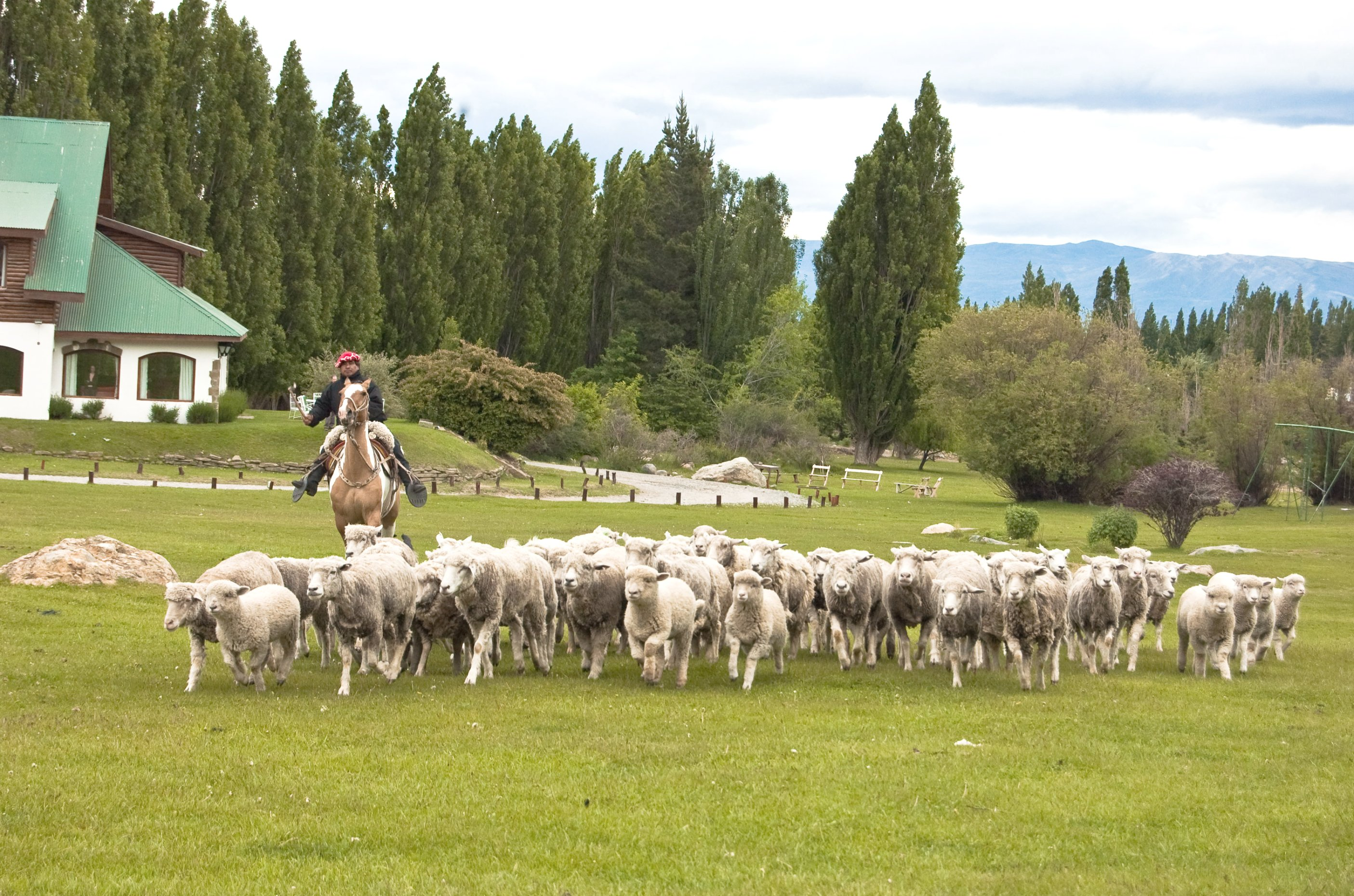
Schapen in Argentinië. Het land is de 11e grootste wolproducent ter wereld.
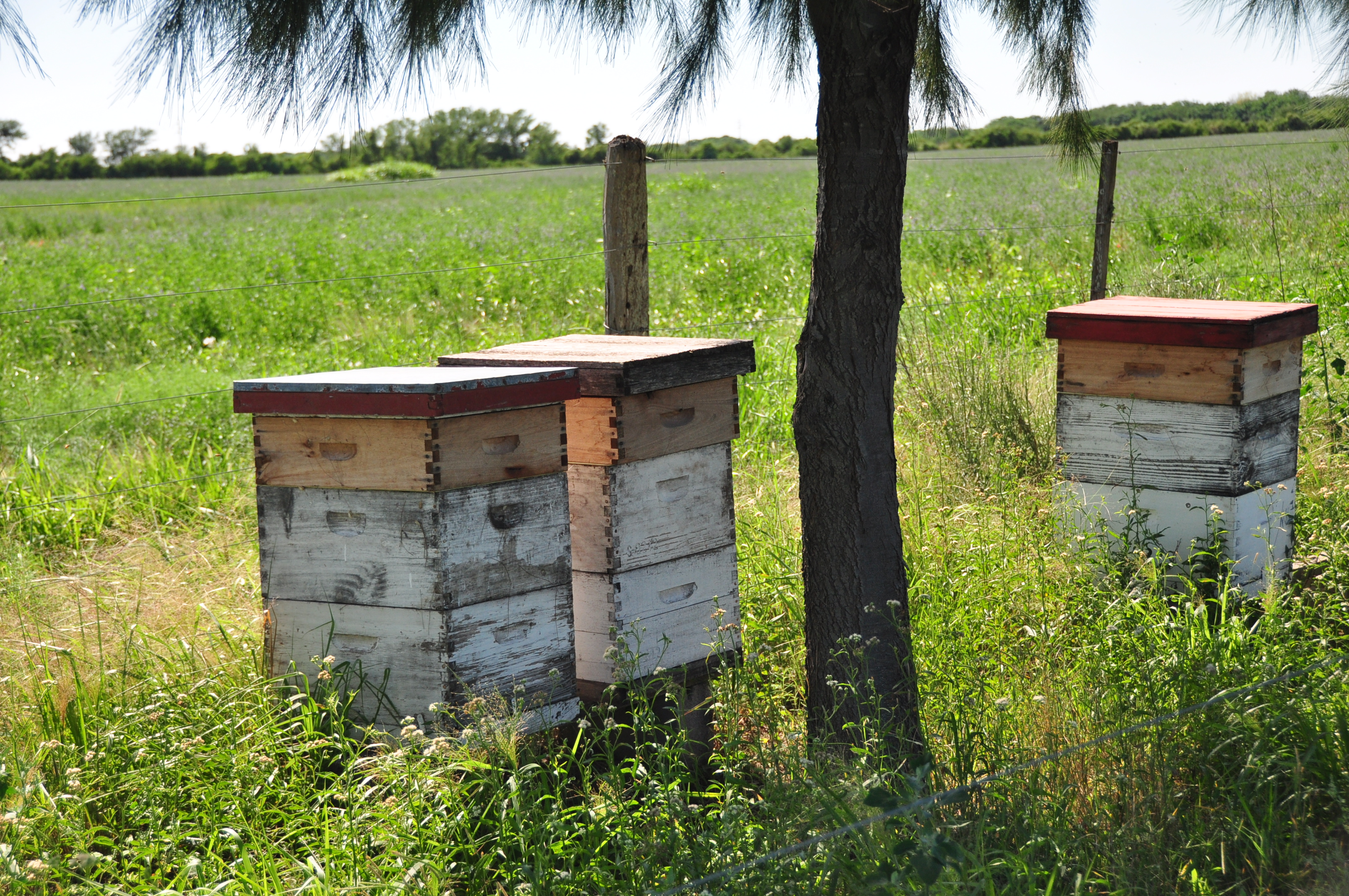
Honingproductie in Argentinië. Het land is de op twee na grootste honingproducent ter wereld.
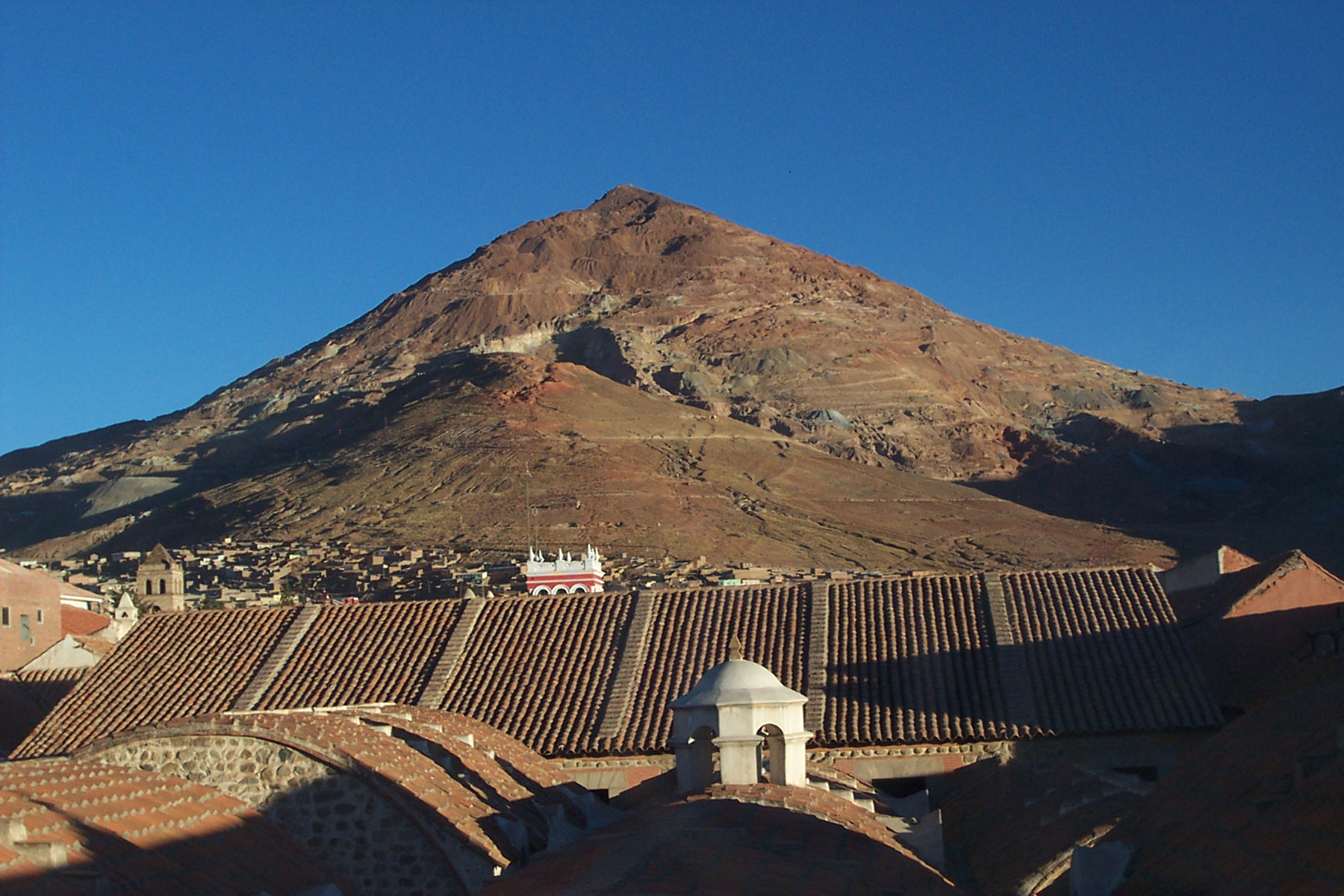
Zilvermijn in Bolivia
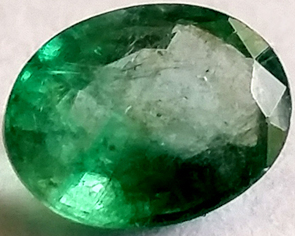
Colombiaanse smaragd. Het land is de grootste producent van smaragden ter wereld en Brazilië is een van de grootste producenten

## Infrastructuur

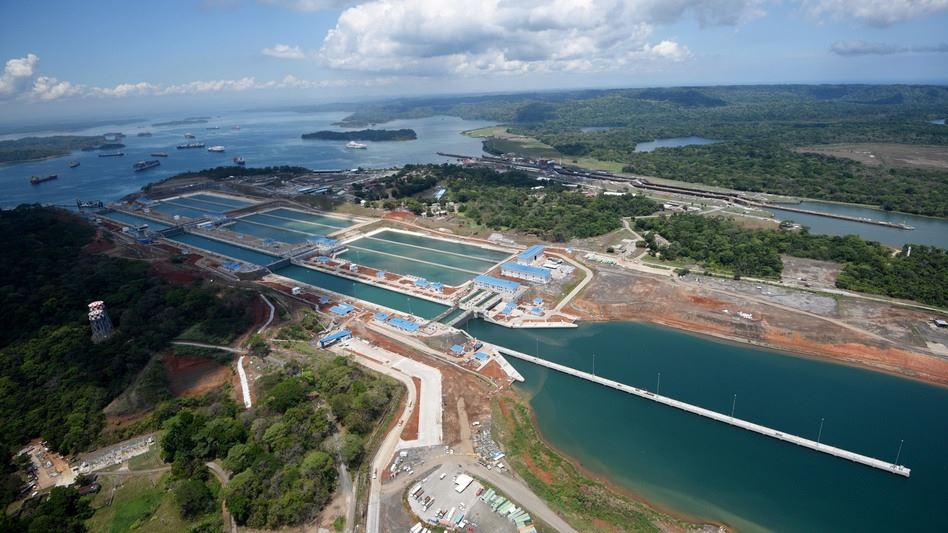
Uitbreidingsproject Panamakanaal; Nieuwe Agua Clara sloten (Atlantische zijde)

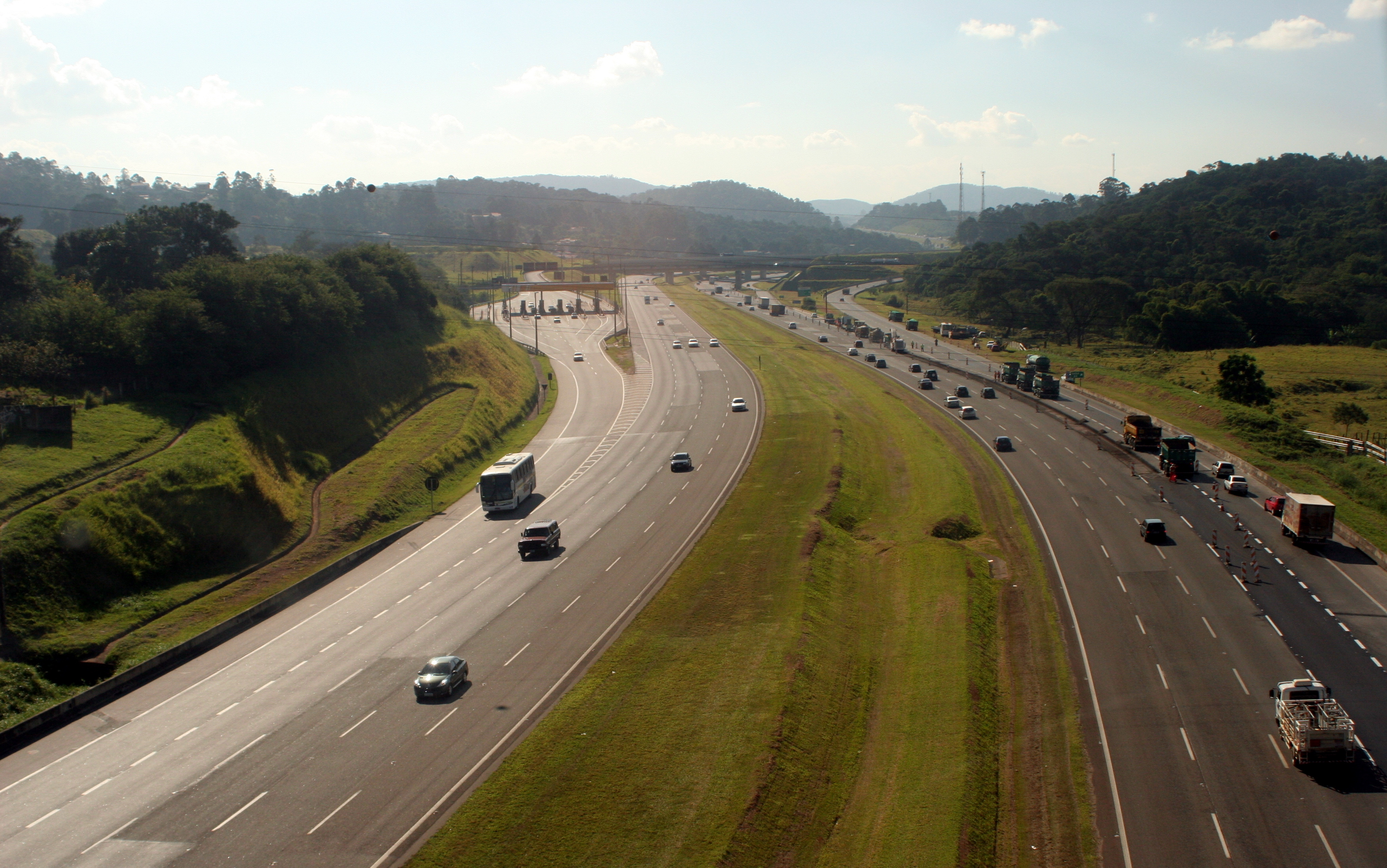
Rodovia dos Bandeirantes, Brazilië

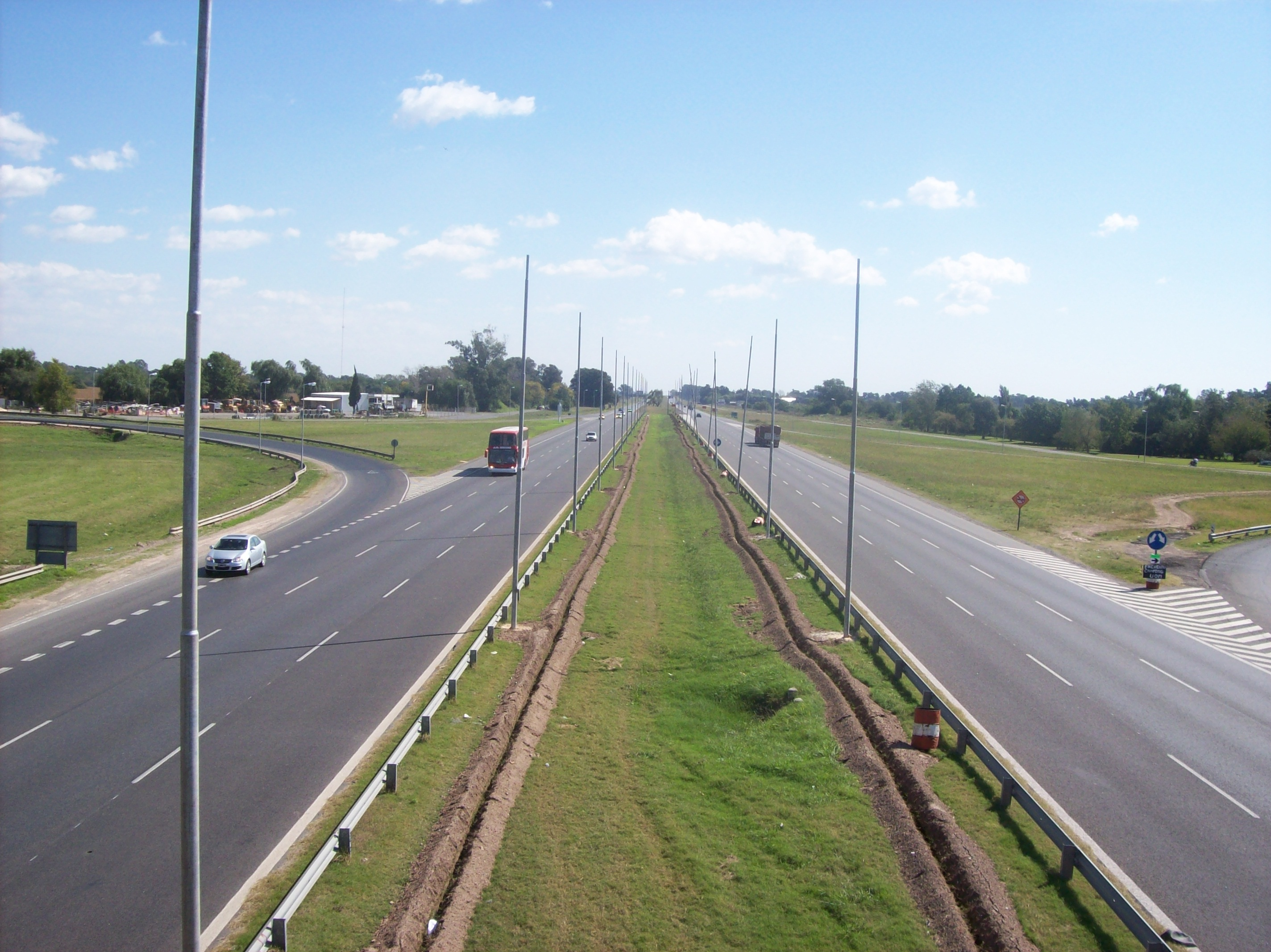
Ruta 9 / 14, in Zarate, Argentinië

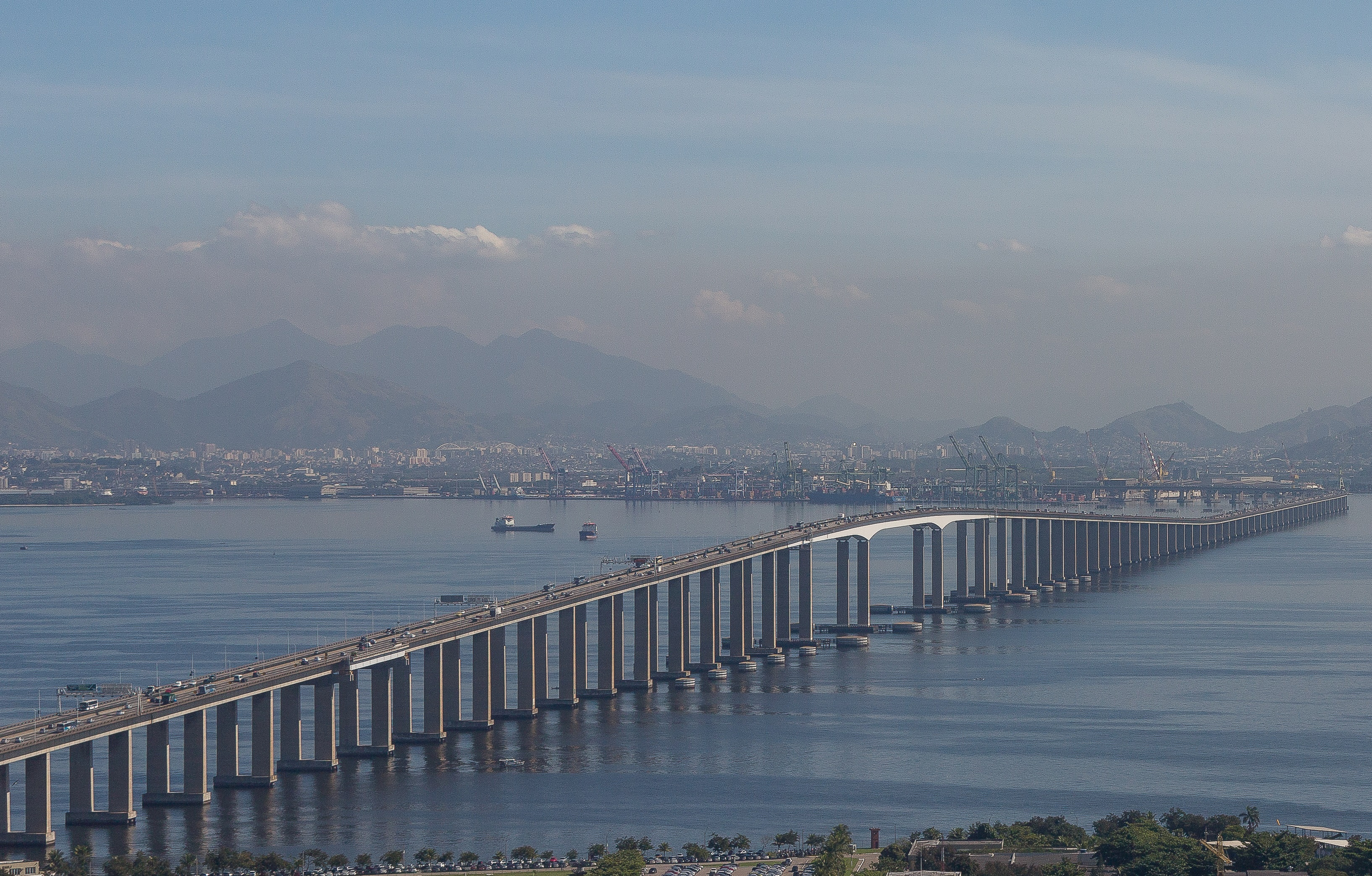
Rio-Niteróibrug

Transport in Latijns-Amerika wordt in principe uitgevoerd met behulp van de weg -modus, de meest ontwikkelde in de regio. Er is ook een aanzienlijke infrastructuur van havens en luchthavens. De spoorweg en rivier sector, hoewel deze potentieel heeft, wordt meestal op een secundaire manier behandeld.
Brazilië heeft meer dan 1,7 miljoen km aan wegen, waarvan 215.000 km geasfalteerd, en ongeveer 14.000 km verdeelde snelwegen. De twee belangrijkste snelwegen in het land zijn BR-101 en BR-116. Argentinië heeft meer dan 600.000 km wegen, waarvan ongeveer 70.000 km verhard, en ongeveer 2.500 km verdeelde snelwegen. De drie belangrijkste snelwegen in het land zijn Ruta 9, Ruta 7 en Ruta 14. Colombia heeft ongeveer 210.000 km aan wegen, en ongeveer 2.300 km is verdeeld over snelwegen. Chili heeft ongeveer 82.000 km wegen, waarvan 20.000 km geasfalteerd, en ongeveer 2.000 km verdeeld snelwegen. De belangrijkste snelweg in het land is de Ruta 5 (Pan-American Highway). Deze 4 landen zijn de landen met de beste wegeninfrastructuur en met het grootste aantal snelwegen met dubbele rijstroken in Zuid-Amerika.
Het wegennet in Mexico heeft een omvang van 366.095 km, waarvan 116.802 km geasfalteerd. Hiervan is 10.474 km meerbaans autowegen: 9.544 km zijn vierbaanssnelwegen en de rest heeft 6 of meer rijstroken.
Vanwege de Andesgebergte, Amazone Rivier en Amazonewoud zijn er altijd problemen geweest bij het implementeren van transcontinentale of bio-oceanische snelwegen. Praktisch de enige bestaande route was die die Brazilië met Buenos Aires, in Argentinië en later met Santiago, in Chili, verbond. In de afgelopen jaren zijn er echter, met de gecombineerde inspanning van landen, nieuwe routes ontstaan, zoals Brazilië-Peru (Pacific Highway), en een nieuwe snelweg tussen Brazilië, Paraguay, Noord-Argentinië en Noord-Chili (Bioceanische gang).

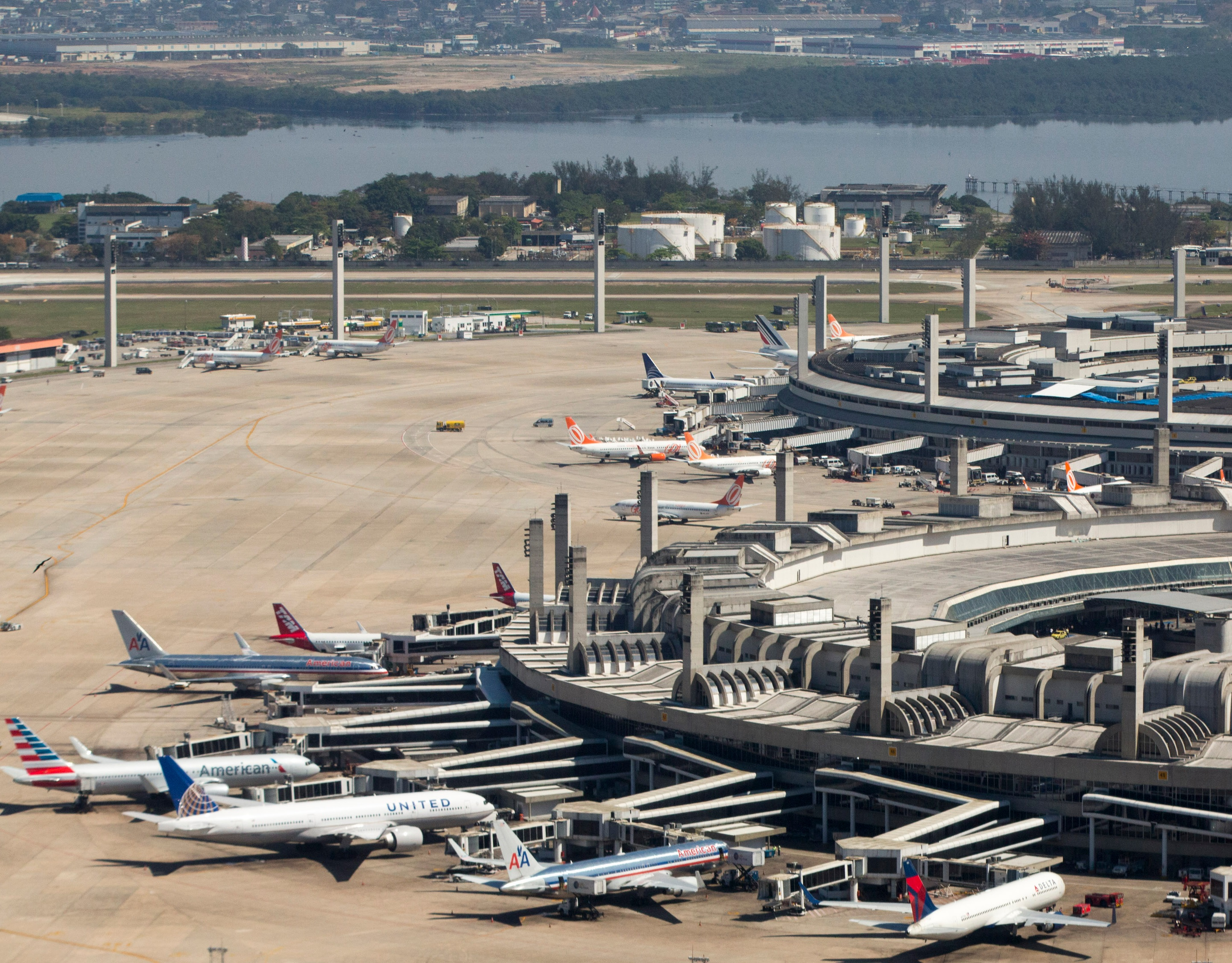
Internationale luchthaven van Rio de Janeiro

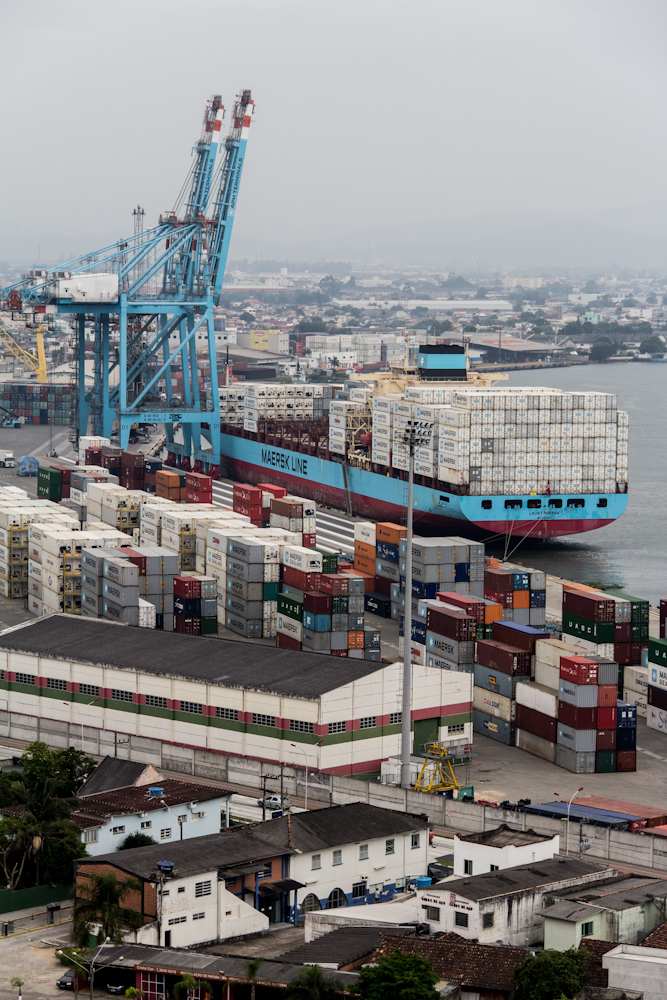
Haven van Itajaí, Santa Catarina, Brazilië

Er zijn meer dan 2.000 luchthavens in Brazilië. Het land heeft het op een na grootste aantal luchthavens ter wereld, achter alleen de Verenigde Staten. Internationale Luchthaven São Paulo Guarulhos, gelegen in het hoofdstedelijk gebied van São Paulo, is de grootste en drukste van het land - de luchthaven verbindt São Paulo met praktisch alle grote steden over de hele wereld. Brazilië heeft 44 internationale luchthavens, zoals die in Rio de Janeiro, Brasília, Belo Horizonte, Porto Alegre, Florianópolis, Cuiabá, Salvador, Recife, Fortaleza, Belém en Manaus, onder anderen. Argentinië heeft belangrijke internationale luchthavens zoals Buenos Aires, Cordoba, Bariloche, Mendoza, Salta, Puerto Iguazú, Neuquén en Usuhaia, onder anderen. Chili heeft belangrijke internationale luchthavens, zoals Santiago, Antofagasta, Puerto Montt, Punta Arenas en Iquique, onder anderen. Colombia heeft belangrijke internationale luchthavens zoals Bogotá, Medellín, Cartagena, Cali en Barranquilla, onder anderen. Peru heeft belangrijke internationale luchthavens zoals Lima, Cuzco en Arequipa. Andere belangrijke luchthavens zijn die in de hoofdsteden van Uruguay (Montevideo), Paraguay (Asunción), Bolivia (La Paz) en Ecuador (Quito). De tien drukste luchthavens in Zuid-Amerika in 2017 waren: São Paulo-Guarulhos (Brazilië), Bogotá (Colombia), São Paulo-Congonhas (Brazilië), Santiago (Chili), Lima (Peru), Brasília (Brazilië), Rio de Janeiro (Brazilië), Buenos Aires-Aeroparque (Argentinië), Buenos Aires-Ezeiza (Argentinië) en Minas Gerais (Brazilië).
Er zijn 1.834 luchthavens in Mexico, het op twee na grootste aantal luchthavens per land ter wereld. De zeven grootste luchthavens - die 90% van de vliegreizen absorberen - zijn (in volgorde van het luchtverkeer): Mexico-Stad, Cancún, Guadalajara, Monterrey, Tijuana, Acapulco, en Puerto Vallarta. Gezien heel Latijns-Amerika waren de tien drukste luchthavens in 2017: Mexico City (Mexico), São Paulo-Guarulhos (Brazilië), Bogotá (Colombia), Cancún (Mexico), São Paulo-Congonhas (Brazilië), Santiago (Chili), Lima (Peru), Brasilia (Brazilië), Rio de Janeiro (Brazilië) en Tocumen (Panama).
Over havens heeft Brazilië enkele van de drukste havens in Zuid-Amerika, zoals Haven van Santos, Haven van Rio de Janeiro, Haven van Paranaguá, Haven van Itajaí, Haven van Rio Grande en Suape Haven. Argentinië heeft havens zoals Haven van Buenos Aires en Haven van Rosario. Chili heeft belangrijke havens in Valparaíso, Caldera, Mejillones, Antofagasta, Iquique, Arica en Puerto Montt. Colombia heeft belangrijke havens zoals Buenaventura en Cartagena. Peru heeft belangrijke havens in Callao, Ilo en Matarani. De vijftien drukste havens in Zuid-Amerika zijn: Port of Santos (Brazilië), Port of Bahia de Cartagena (Colombia), Callao (Peru), Guayaquil (Ecuador), Buenos Aires (Argentinië), San Antonio (Chili), Buenaventura (Colombia), Itajaí (Brazilië), Valparaíso (Chili), Montevideo (Uruguay), Paranaguá (Brazilië), Rio Grande (Brazilië), São Francisco do Sul (Brazilië), Manaus (Brazilië) en Coronel (Chili).
De vier grote zeehavens die ongeveer 60% van het goederenverkeer in Mexico concentreren, zijn Altamira en Veracruz in de Golf van Mexico, en Manzanillo en Lázaro Cárdenas in de Stille Oceaan. Overal in Latijns-Amerika zijn de tien grootste havens qua verkeer: Colon (Panama), Santos (Brazilië), Manzanillo (Mexico), Bahia de Cartagena (Colombia), Pacifico (Panama), Callao (Peru), Guayaquil ( Ecuador), Buenos Aires (Argentinië), San Antonio (Chili) en Buenaventura (Colombia).
Het Braziliaanse spoorweg netwerk heeft een lengte van ongeveer 30.000 kilometer. Het wordt voornamelijk gebruikt voor het transport van ertsen. De Argentijnse spoorlijn netwerk, met 47.000 km aan sporen, was een van de grootste ter wereld en blijft het meest uitgebreide in Latijns-Amerika. Het kwam uit op ongeveer 100.000 km rails, maar door het opheffen van sporen en de nadruk op gemotoriseerd vervoer werd dit geleidelijk verminderd. Het heeft vier verschillende routes en internationale verbindingen met Paraguay, Bolivia, Chili, Brazilië en Uruguay. Chili heeft bijna 7.000 km spoorwegen, met verbindingen naar Argentinië, Bolivia en Peru. Colombia heeft slechts ongeveer 3.500 km aan spoorwegen.
Van de belangrijkste Braziliaanse waterwegen vallen er twee op: Hidrovia Tietê-Paraná (met een lengte van 2.400 km, 1.600 aan de Paraná-rivier en 800 km aan de Tietê-rivier, waardoor de landbouwproductie uit de staten van Mato Grosso, Mato Grosso do Sul, Goiás en een deel van Rondônia, Tocantins en Minas Gerais) en Hidrovia do Solimões-Amazonas (het bestaat uit twee delen: Solimões, dat zich uitstrekt van Tabatinga tot Manaus, met ongeveer 1600 km , en Amazonas, dat zich uitstrekt van Manaus tot Belém, met 1650 km. Bijna volledig personenvervoer vanuit de Amazone-vlakte gebeurt via deze waterweg, naast praktisch al het vrachtvervoer dat naar de belangrijkste regionale centra van Belém en Manaus gaat). In Brazilië wordt dit transport nog onderbenut: de belangrijkste waterwegtrajecten, economisch gezien, bevinden zich in het zuidoosten en zuiden van het land. Het volledige gebruik ervan hangt nog steeds af van de aanleg van sluizen, grote baggerwerken en vooral van havens die intermodale integratie mogelijk maken. In Argentinië bestaat het waterwegennet uit de rivieren La Plata, Paraná, Paraguay en Uruguay. De belangrijkste rivierhavens zijn Zárate en Campana. De haven van Buenos Aires is historisch gezien de eerste in individueel belang, maar het gebied dat bekend staat als Up-River, dat zich uitstrekt langs 67 km van het Santa Fé-gedeelte van de Paraná-rivier, brengt 17 havens samen die 50% van de totale export van het land.

## Energie

### Brazilië

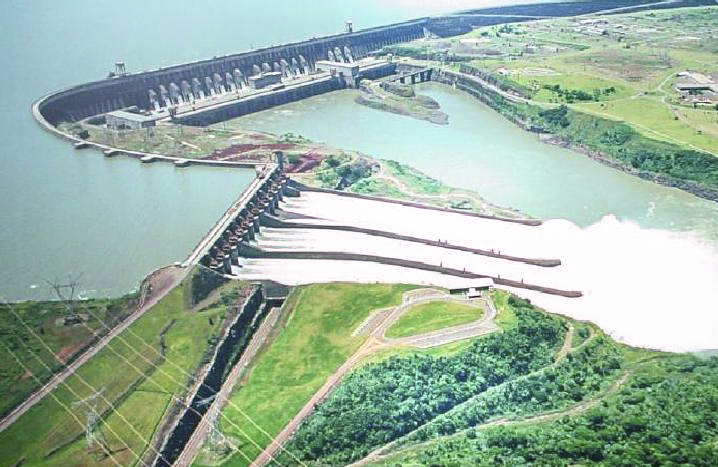
Itaipudam in Paraná.

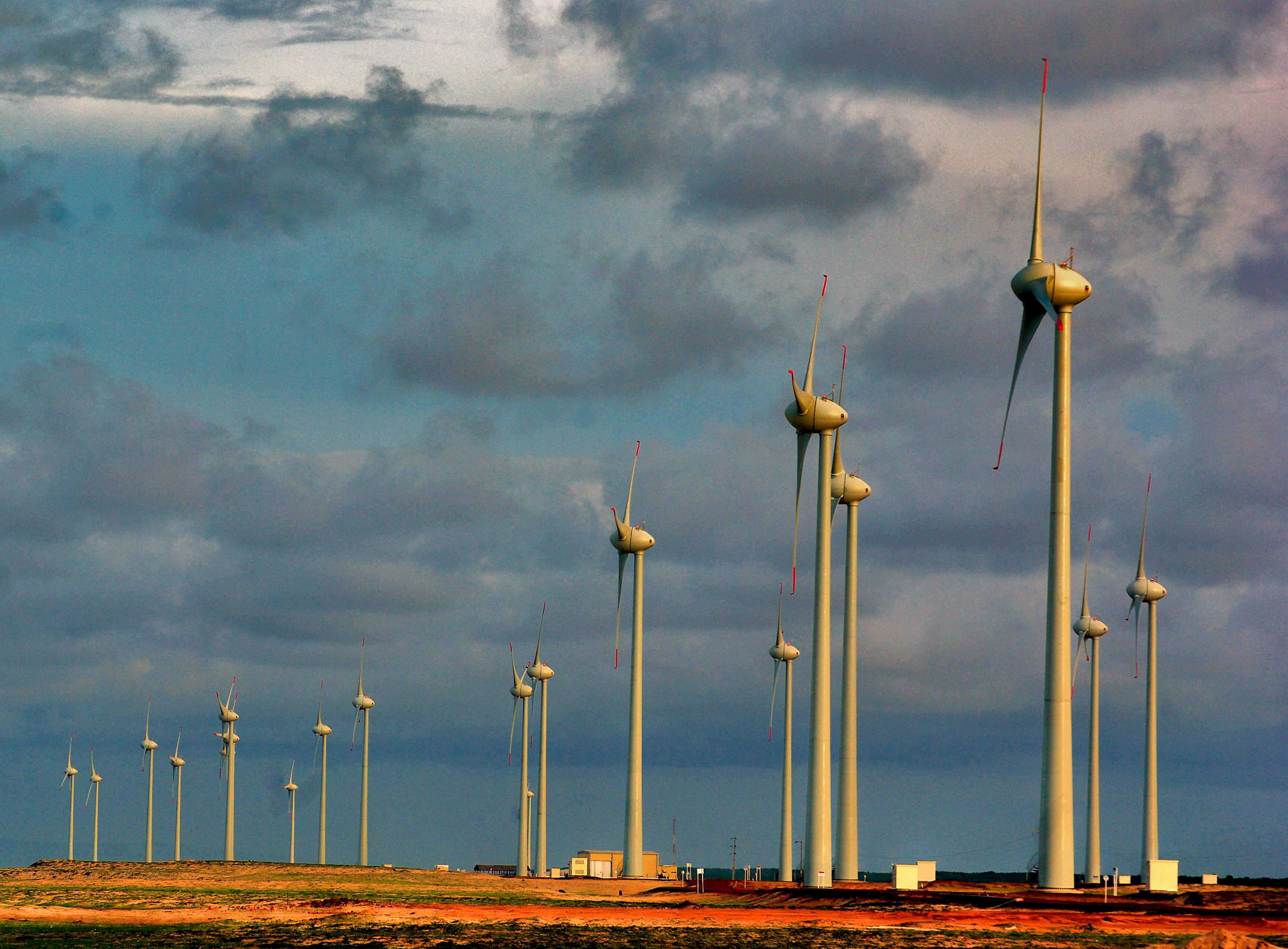
Windenergie in Parnaíba.

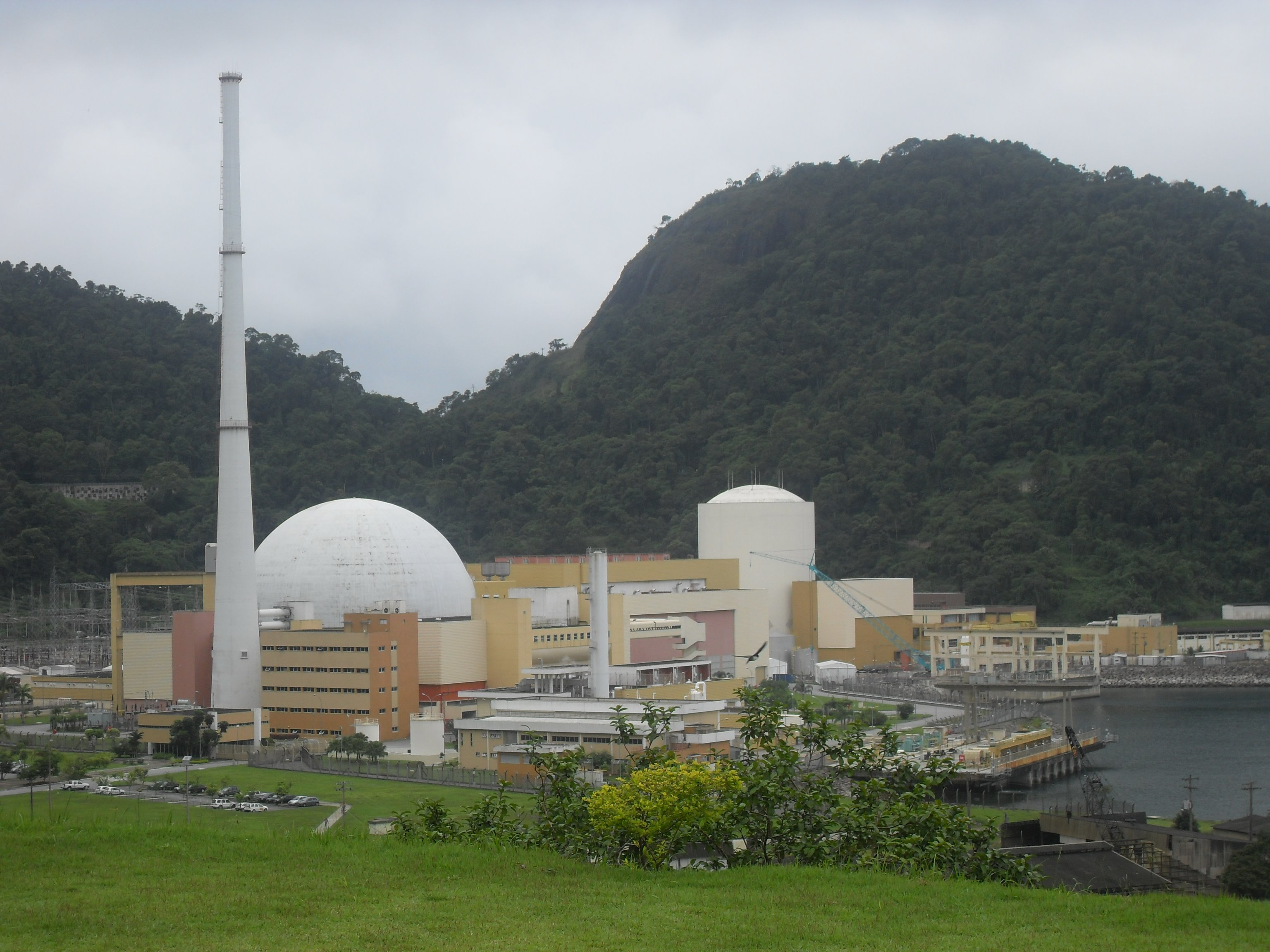
Kerncentrale Angra in Angra dos Reis, Rio de Janeiro

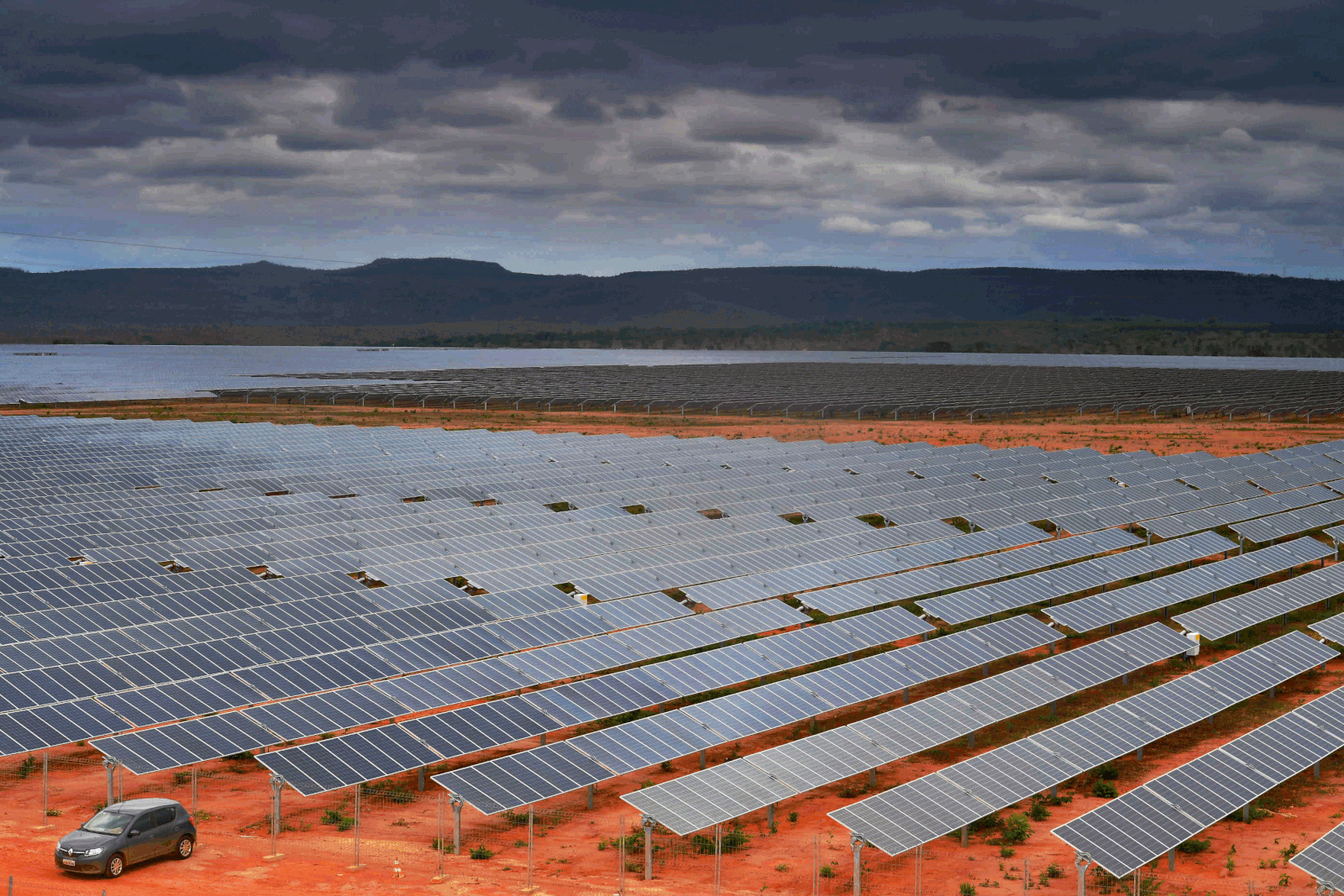
Pirapora-zonne-energiecomplex, het grootste in Brazilië en Latijns-Amerika met 321 MW.

De Braziliaanse regering is begonnen aan een ambitieus programma om de afhankelijkheid van geïmporteerde aardolie te verminderen. De invoer was voorheen goed voor meer dan 70% van de oliebehoefte van het land, maar Brazilië werd in 2006-2007 zelfvoorzienend op het gebied van olie. Brazilië was de 10e grootste olieproducent ter wereld in 2019, met 2,8 miljoen vaten / dag. De productie slaagt erin om aan de vraag van het land te voldoen. Begin 2020 overschreed het land bij de productie van aardolie en aardgas voor het eerst meer dan 4 miljoen vaten olie-equivalent per dag. In januari van dit jaar werden 3.168 miljoen vaten aardolie per dag en 138.753 miljoen kubieke meter aardgas gewonnen.
Brazilië is een van 's werelds grootste producenten van waterkracht. In 2019 had Brazilië 217 waterkrachtcentrales in bedrijf, met een geïnstalleerd vermogen van 98.581 MW, 60,16% van de energieopwekking van het land. Bij de totale elektriciteitsopwekking bereikte Brazilië in 2019 170.000 MW geïnstalleerd vermogen, waarvan meer dan 75% uit hernieuwbare bronnen (het merendeel, waterkracht).
In 2013 gebruikte de Regio Zuidoost ongeveer 50% van de belasting van het National Integrated System (SIN), de belangrijkste energieverbruikende regio van het land. De geïnstalleerde elektriciteitsproductiecapaciteit van de regio bedroeg in totaal bijna 42.500 MW, wat ongeveer een derde van de productiecapaciteit van Brazilië vertegenwoordigde. Opwekking waterkracht vertegenwoordigde 58% van de geïnstalleerde capaciteit van de regio, de resterende 42% kwam in wezen overeen met opwekking thermo-elektrisch. São Paulo vertegenwoordigde 40% van deze capaciteit; Minas Gerais met ongeveer 25%; Rio de Janeiro op 13,3%; en Espírito Santo vertegenwoordigde de rest. De Regio Zuid is eigenaar van de Itaipudam, die jarenlang de grootste waterkrachtcentrale ter wereld was tot de inauguratie van de Drieklovendam in China. Het blijft de op een na grootste hydro-elektrische in bedrijf ter wereld. Brazilië is mede-eigenaar van de Itaipu-fabriek met Paraguay: de dam is gelegen aan de Paraná-rivier, gelegen op de grens tussen landen. Het heeft een geïnstalleerd opwekkingsvermogen van 14 GW voor 20 productie-eenheden van 700 MW elk. Regio Noord heeft grote waterkrachtcentrales, zoals Belo Montestuwdam en Tucuruí Dam, die een groot deel van de nationale energie produceren. Het hydro-elektrische potentieel van Brazilië moet nog volledig worden benut, dus het land heeft nog steeds de capaciteit om verschillende hernieuwbare energiecentrales op zijn grondgebied te bouwen.
In 2019 werd geschat dat het land een geschat opwekkingspotentieel windenergie heeft van ongeveer 522 GW (dit, alleen aan land), genoeg stroom om drie keer aan de huidige vraag van het land te voldoen. Volgens ONS bedroeg het totaal opgesteld vermogen aan windenergie vanaf februari 2021 19,1 GW, met een gemiddelde capaciteitsfactor van 58%. Hoewel de wereldwijde gemiddelde capaciteitsfactor voor windenergie 24,7% is, zijn er gebieden in het noorden van Brazilië, vooral in de staat Bahia, waar sommige windparken een gemiddelde capaciteitsfactor van meer dan 60% registreren; de gemiddelde capaciteitsfactor in de Regio Noordoost is 45% aan de kust en 49% in het binnenland. In 2019 vertegenwoordigde windenergie 9% van de opgewekte energie in het land. Brazilië is een van de tien grootste producenten van windenergie ter wereld (achtste in 2019, met 2,4% van de wereldproductie).
Kernenergie vertegenwoordigt ongeveer 4% van de elektriciteit in Brazilië. Het monopolie voor de opwekking van kernenergie is eigendom van Eletronuclear (Eletrobrás Eletronuclear S / A), een volledige dochteronderneming van Eletrobrás. Kernenergie wordt geproduceerd door twee reactoren in Angra. Het bevindt zich in de kerncentrale Almirante Álvaro Alberto (CNAAA) op Praia de Itaorna in Angra dos Reis, Rio de Janeiro. Het bestaat uit twee drukwaterreactoren, Angra I, met een vermogen van 657 MW, aangesloten op het elektriciteitsnet in 1982, en Angra II, met een vermogen van 1350 MW, aangesloten in 2000. Een derde reactor, Angra III, met een ervan zal naar verwachting 1.350 MW zijn, het moet worden afgewerkt.
Volgens ONS bedroeg het totale geïnstalleerde vermogen van fotovoltaïsche zonne-energie vanaf juli 2021 10,3 GW, met een gemiddelde capaciteitsfactor van 23%. Enkele van de meest bestraalde Braziliaanse staten zijn MG (Minas Gerais), BA (Bahia) en GO (Goiás), die eigenlijk wereldrecords hebben voor bestraling. In 2019 vertegenwoordigde zonne-energie 1,27% van de energie die in het land wordt opgewekt. Brazilië was in 2020 het 14e land ter wereld qua geïnstalleerd vermogen aan zonne-energie (7,8 GW).
In 2020 was Brazilië het 2e land ter wereld op het gebied van energieproductie uit biomassa (energieproductie uit vaste biobrandstoffen en hernieuwbaar afval), met 15,2 GW geïnstalleerd.